# Liste des anciennes communes de la Manche
Cette page a pour objectif de retracer toutes les modifications communales dans le département de la Manche : les anciennes communes qui ont existé depuis la Révolution française, ainsi que les créations, les modifications officielles de nom, ainsi que les échanges de territoires entre communes.
Comme dans toute la Normandie, le département a été, dès la Révolution, composé d'un maillage communal fin : le nombre de communes était alors proche de 700. Très vite, le nombre va commencer à se réduire, certaines communes ne comptant que quelques dizaines d'habitants seulement : une première vague de regroupements s'observe dès avant les années 1830.  Le département dénombrait alors 650 communes, un nombre resté globalement stable jusqu'en 1960 (les quelques regroupements étant compensés par des créations au XIXe siècle). La loi Marcellin dans les années 1970 a immiscé un mouvement de regroupements, pas toujours convaincant puisqu'on a pu constater nombre de "défusions" dans les années 1980. Mais le département a connu un profond bouleversement de son tissu communal avec le statut de commune nouvelle de 2010, expérimentant à grande échelle les possibilités de ce statut : environ 150 communes historiques vont ainsi se regrouper et former une cinquantaine de communes nouvelles. Certaines vont se former en plusieurs étapes, à l'image de Carentan-les-Marais qui se constitue progressivement en trois temps, rassemblant ainsi 12 communes historiques. D'autres communes nouvelles vont également avoir des dimensions importantes, comme celle de La Hague (regroupant 19 communes) ou La Haye (9 communes). Le mouvement est assez homogène sur le territoire départemental, du Cotentin au Bocage normand. Dans ce dernier, les regroupements ont tenté de se substituer aux anciennes limites cantonales d'avant 2015 : l'exode rural y ayant été plus prononcé, les nouveaux cantons se retrouvent étendus avec peut-être une notion de perte d'identité, à l'image de Juvigny-les-Vallées, Le Teilleul ou encore Mortain-Bocage, dans une moindre mesure. Enfin, ce mouvement concerne également le milieu urbain qui s'illustre par la création de l'une des communes nouvelles les plus peuplées de France avec Cherbourg-en-Cotentin. 
Aujourd'hui, le département de la Manche compte 445 communes (au 1er janvier 2025). Il y en avait encore 603 en l'an 2000.

## Transfert vers un autre département
| Département d'origine | Département de rattachement | Communes concernées | Date (et nature) de la décision                     |
| --------------------- | --------------------------- | --- | --------------------------------------------------- |
| Calvados              | Manche                      | Pont-Farcy (à l'occasion de son intégration à la commune nouvelle de Tessy-Bocage)                                      | 26 décembre 2017 (Décret) 28 décembre 2017 (Arrêté) |
| Calvados              | Manche                      | Boisbenâtre (à l'occasion de sa fusion avec la commune de Coulouvray, pour former la commune de Coulouvray-Boisbenâtre) | 7 mai 1850 (Loi)                                    |

## Fusions
| Nom de la nouvelle commune     | Communes réunies                                       | Régime                                                                                  | Date (et nature) de la décision                       | Date d'effet                             |
| ------------------------------ | ------------------------------------------------------ | --------------------------------------------------------------------------------------- | ----------------------------------------------------- | ---------------------------------------- |
| Tourneville-sur-Mer            | Lingreville                                            | commune nouvelle (avec communes déléguées)                                              | 20 septembre 2022 (Arrêté)                            | 1er janvier 2023                         |
| Tourneville-sur-Mer            | Annoville                                              | commune nouvelle (avec communes déléguées)                                              | 20 septembre 2022 (Arrêté)                            | 1er janvier 2023                         |
| Sainte-Mère-Église             | Sainte-Mère-Église                                     | commune nouvelle (avec 7 communes déléguées)                                            | 27 décembre 2018 (Arrêté) 2 janvier 2019 (Arrêté)     | 1er janvier 2019                         |
| Sainte-Mère-Église             | Carquebut                                              | commune nouvelle (avec 7 communes déléguées)                                            | 27 décembre 2018 (Arrêté) 2 janvier 2019 (Arrêté)     | 1er janvier 2019                         |
| Sainte-Mère-Église             | Ravenoville                                            | commune nouvelle (avec 7 communes déléguées)                                            | 27 décembre 2018 (Arrêté) 2 janvier 2019 (Arrêté)     | 1er janvier 2019                         |
| Saint-Sauveur-Villages         | Saint-Sauveur-Lendelin                                 | commune nouvelle (avec communes déléguées)                                              | 26 décembre 2018 (Arrêté) 3 janvier 2019 (Arrêté)     | 1er janvier 2019                         |
| Saint-Sauveur-Villages         | Ancteville                                             | commune nouvelle (avec communes déléguées)                                              | 26 décembre 2018 (Arrêté) 3 janvier 2019 (Arrêté)     | 1er janvier 2019                         |
| Saint-Sauveur-Villages         | Le Mesnilbus                                           | commune nouvelle (avec communes déléguées)                                              | 26 décembre 2018 (Arrêté) 3 janvier 2019 (Arrêté)     | 1er janvier 2019                         |
| Saint-Sauveur-Villages         | La Rondehaye                                           | commune nouvelle (avec communes déléguées)                                              | 26 décembre 2018 (Arrêté) 3 janvier 2019 (Arrêté)     | 1er janvier 2019                         |
| Saint-Sauveur-Villages         | Saint-Aubin-du-Perron                                  | commune nouvelle (avec communes déléguées)                                              | 26 décembre 2018 (Arrêté) 3 janvier 2019 (Arrêté)     | 1er janvier 2019                         |
| Saint-Sauveur-Villages         | Saint-Michel-de-la-Pierre                              | commune nouvelle (avec communes déléguées)                                              | 26 décembre 2018 (Arrêté) 3 janvier 2019 (Arrêté)     | 1er janvier 2019                         |
| Saint-Sauveur-Villages         | Vaudrimesnil                                           | commune nouvelle (avec communes déléguées)                                              | 26 décembre 2018 (Arrêté) 3 janvier 2019 (Arrêté)     | 1er janvier 2019                         |
| Port-Bail-sur-Mer              | Portbail                                               | commune nouvelle (avec communes déléguées)                                              | 20 décembre 2018 (Arrêté) 2 janvier 2019 (Arrêté)     | 1er janvier 2019                         |
| Port-Bail-sur-Mer              | Denneville                                             | commune nouvelle (avec communes déléguées)                                              | 20 décembre 2018 (Arrêté) 2 janvier 2019 (Arrêté)     | 1er janvier 2019                         |
| Port-Bail-sur-Mer              | Saint-Lô-d'Ourville                                    | commune nouvelle (avec communes déléguées)                                              | 20 décembre 2018 (Arrêté) 2 janvier 2019 (Arrêté)     | 1er janvier 2019                         |
| Quettehou                      | Quettehou                                              | commune nouvelle (SANS communes déléguées depuis le 15-3-2020)                          | 20 décembre 2018 (Arrêté)                             | 1er janvier 2019                         |
| Quettehou                      | Morsalines                                             | commune nouvelle (SANS communes déléguées depuis le 15-3-2020)                          | 20 décembre 2018 (Arrêté)                             | 1er janvier 2019                         |
| Bourgvallées                   | Bourgvallées                                           | commune nouvelle (avec 6 communes déléguées)                                            | 14 décembre 2018 (Arrêté)                             | 1er janvier 2019                         |
| Bourgvallées                   | Le Mesnil-Herman                                       | commune nouvelle (avec 6 communes déléguées)                                            | 14 décembre 2018 (Arrêté)                             | 1er janvier 2019                         |
| Bourgvallées                   | Soulles                                                | commune nouvelle (avec 6 communes déléguées)                                            | 14 décembre 2018 (Arrêté)                             | 1er janvier 2019                         |
| Gavray-sur-Sienne              | Gavray                                                 | commune nouvelle (avec communes déléguées)                                              | 12 décembre 2018 (Arrêté)                             | 1er janvier 2019                         |
| Gavray-sur-Sienne              | Le Mesnil-Amand                                        | commune nouvelle (avec communes déléguées)                                              | 12 décembre 2018 (Arrêté)                             | 1er janvier 2019                         |
| Gavray-sur-Sienne              | Le Mesnil-Rogues                                       | commune nouvelle (avec communes déléguées)                                              | 12 décembre 2018 (Arrêté)                             | 1er janvier 2019                         |
| Gavray-sur-Sienne              | Sourdeval-les-Bois                                     | commune nouvelle (avec communes déléguées)                                              | 12 décembre 2018 (Arrêté)                             | 1er janvier 2019                         |
| Carentan-les-Marais            | Carentan les Marais                                    | commune nouvelle (avec 12 communes déléguées)                                           | 6 décembre 2018 (Arrêté)                              | 1er janvier 2019                         |
| Carentan-les-Marais            | Brucheville                                            | commune nouvelle (avec 12 communes déléguées)                                           | 6 décembre 2018 (Arrêté)                              | 1er janvier 2019                         |
| Carentan-les-Marais            | Catz                                                   | commune nouvelle (avec 12 communes déléguées)                                           | 6 décembre 2018 (Arrêté)                              | 1er janvier 2019                         |
| Carentan-les-Marais            | Montmartin-en-Graignes                                 | commune nouvelle (avec 12 communes déléguées)                                           | 6 décembre 2018 (Arrêté)                              | 1er janvier 2019                         |
| Carentan-les-Marais            | Saint-Hilaire-Petitville                               | commune nouvelle (avec 12 communes déléguées)                                           | 6 décembre 2018 (Arrêté)                              | 1er janvier 2019                         |
| Carentan-les-Marais            | Vierville                                              | commune nouvelle (avec 12 communes déléguées)                                           | 6 décembre 2018 (Arrêté)                              | 1er janvier 2019                         |
| Gouville-sur-Mer               | Gouville sur Mer                                       | commune nouvelle (avec 5 communes déléguées)                                            | 3 décembre 2018 (Arrêté)                              | 1er janvier 2019                         |
| Gouville-sur-Mer               | Anneville-sur-Mer                                      | commune nouvelle (avec 5 communes déléguées)                                            | 3 décembre 2018 (Arrêté)                              | 1er janvier 2019                         |
| Gouville-sur-Mer               | Montsurvent                                            | commune nouvelle (avec 5 communes déléguées)                                            | 3 décembre 2018 (Arrêté)                              | 1er janvier 2019                         |
| Gouville-sur-Mer               | Servigny                                               | commune nouvelle (avec 5 communes déléguées)                                            | 3 décembre 2018 (Arrêté)                              | 1er janvier 2019                         |
| Avranches                      | Avranches                                              | commune nouvelle (avec 1 commune déléguée : Saint-Martin-des-Champs)                    | 19 octobre 2018 (Arrêté)                              | 1er janvier 2019                         |
| Avranches                      | Saint-Martin-des-Champs                                | commune nouvelle (avec 1 commune déléguée : Saint-Martin-des-Champs)                    | 19 octobre 2018 (Arrêté)                              | 1er janvier 2019                         |
| Tirepied-sur-Sée               | Tirepied                                               | commune nouvelle (SANS communes déléguées)                                              | 27 septembre 2018 (Arrêté)                            | 1er janvier 2019                         |
| Tirepied-sur-Sée               | La Gohannière                                          | commune nouvelle (SANS communes déléguées)                                              | 27 septembre 2018 (Arrêté)                            | 1er janvier 2019                         |
| Quettreville-sur-Sienne        | Quettreville-sur-Sienne                                | commune nouvelle (avec 6 communes déléguées)                                            | 11 septembre 2018 (Arrêté) 27 septembre 2018 (Arrêté) | 1er janvier 2019                         |
| Quettreville-sur-Sienne        | Contrières                                             | commune nouvelle (avec 6 communes déléguées)                                            | 11 septembre 2018 (Arrêté) 27 septembre 2018 (Arrêté) | 1er janvier 2019                         |
| Quettreville-sur-Sienne        | Guéhébert                                              | commune nouvelle (avec 6 communes déléguées)                                            | 11 septembre 2018 (Arrêté) 27 septembre 2018 (Arrêté) | 1er janvier 2019                         |
| Quettreville-sur-Sienne        | Hérenguerville                                         | commune nouvelle (avec 6 communes déléguées)                                            | 11 septembre 2018 (Arrêté) 27 septembre 2018 (Arrêté) | 1er janvier 2019                         |
| Quettreville-sur-Sienne        | Trelly                                                 | commune nouvelle (avec 6 communes déléguées)                                            | 11 septembre 2018 (Arrêté) 27 septembre 2018 (Arrêté) | 1er janvier 2019                         |
| Tessy-Bocage                   | Tessy Bocage                                           | commune nouvelle (SANS communes déléguées depuis le 31-3-2020)                          | 26 décembre 2017 (Décret) 28 décembre 2017 (Arrêté)   | 1er janvier 2018                         |
| Tessy-Bocage                   | Pont-Farcy (département du Calvados)                   | commune nouvelle (SANS communes déléguées depuis le 31-3-2020)                          | 26 décembre 2017 (Décret) 28 décembre 2017 (Arrêté)   | 1er janvier 2018                         |
| Pont-Hébert                    | Pont-Hébert                                            | commune nouvelle (SANS communes déléguées depuis le 31-12-2021, puis le 28-6-2023),     | 13 décembre 2017 (Arrêté)                             | 1er janvier 2018                         |
| Pont-Hébert                    | Le Hommet-d'Arthenay                                   | commune nouvelle (SANS communes déléguées depuis le 31-12-2021, puis le 28-6-2023),     | 13 décembre 2017 (Arrêté)                             | 1er janvier 2018                         |
| La Hague                       | Beaumont-Hague                                         | commune nouvelle (avec communes déléguées)                                              | 27 septembre 2016 (Arrêté)                            | 1er janvier 2017                         |
| La Hague                       | Acqueville                                             | commune nouvelle (avec communes déléguées)                                              | 27 septembre 2016 (Arrêté)                            | 1er janvier 2017                         |
| La Hague                       | Auderville                                             | commune nouvelle (avec communes déléguées)                                              | 27 septembre 2016 (Arrêté)                            | 1er janvier 2017                         |
| La Hague                       | Biville                                                | commune nouvelle (avec communes déléguées)                                              | 27 septembre 2016 (Arrêté)                            | 1er janvier 2017                         |
| La Hague                       | Branville-Hague                                        | commune nouvelle (avec communes déléguées)                                              | 27 septembre 2016 (Arrêté)                            | 1er janvier 2017                         |
| La Hague                       | Digulleville                                           | commune nouvelle (avec communes déléguées)                                              | 27 septembre 2016 (Arrêté)                            | 1er janvier 2017                         |
| La Hague                       | Éculleville                                            | commune nouvelle (avec communes déléguées)                                              | 27 septembre 2016 (Arrêté)                            | 1er janvier 2017                         |
| La Hague                       | Flottemanville-Hague                                   | commune nouvelle (avec communes déléguées)                                              | 27 septembre 2016 (Arrêté)                            | 1er janvier 2017                         |
| La Hague                       | Gréville-Hague                                         | commune nouvelle (avec communes déléguées)                                              | 27 septembre 2016 (Arrêté)                            | 1er janvier 2017                         |
| La Hague                       | Herqueville                                            | commune nouvelle (avec communes déléguées)                                              | 27 septembre 2016 (Arrêté)                            | 1er janvier 2017                         |
| La Hague                       | Jobourg                                                | commune nouvelle (avec communes déléguées)                                              | 27 septembre 2016 (Arrêté)                            | 1er janvier 2017                         |
| La Hague                       | Omonville-la-Petite                                    | commune nouvelle (avec communes déléguées)                                              | 27 septembre 2016 (Arrêté)                            | 1er janvier 2017                         |
| La Hague                       | Omonville-la-Rogue                                     | commune nouvelle (avec communes déléguées)                                              | 27 septembre 2016 (Arrêté)                            | 1er janvier 2017                         |
| La Hague                       | Saint-Germain-des-Vaux                                 | commune nouvelle (avec communes déléguées)                                              | 27 septembre 2016 (Arrêté)                            | 1er janvier 2017                         |
| La Hague                       | Sainte-Croix-Hague                                     | commune nouvelle (avec communes déléguées)                                              | 27 septembre 2016 (Arrêté)                            | 1er janvier 2017                         |
| La Hague                       | Tonneville                                             | commune nouvelle (avec communes déléguées)                                              | 27 septembre 2016 (Arrêté)                            | 1er janvier 2017                         |
| La Hague                       | Urville-Nacqueville                                    | commune nouvelle (avec communes déléguées)                                              | 27 septembre 2016 (Arrêté)                            | 1er janvier 2017                         |
| La Hague                       | Vasteville                                             | commune nouvelle (avec communes déléguées)                                              | 27 septembre 2016 (Arrêté)                            | 1er janvier 2017                         |
| La Hague                       | Vauville                                               | commune nouvelle (avec communes déléguées)                                              | 27 septembre 2016 (Arrêté)                            | 1er janvier 2017                         |
| Remilly Les Marais             | Remilly-sur-Lozon                                      | commune nouvelle (avec communes déléguées)                                              | 5 août 2016 (Arrêté) 12 septembre 2016 (Arrêté)       | 1er janvier 2017                         |
| Remilly Les Marais             | Les Champs-de-Losque                                   | commune nouvelle (avec communes déléguées)                                              | 5 août 2016 (Arrêté) 12 septembre 2016 (Arrêté)       | 1er janvier 2017                         |
| Remilly Les Marais             | Le Mesnil-Vigot                                        | commune nouvelle (avec communes déléguées)                                              | 5 août 2016 (Arrêté) 12 septembre 2016 (Arrêté)       | 1er janvier 2017                         |
| Canisy                         | Canisy                                                 | commune nouvelle (avec communes déléguées)                                              | 22 juillet 2016 (Arrêté)                              | 1er janvier 2017                         |
| Canisy                         | Saint-Ébremond-de-Bonfossé                             | commune nouvelle (avec communes déléguées)                                              | 22 juillet 2016 (Arrêté)                              | 1er janvier 2017                         |
| Carentan les Marais            | Carentan les Marais                                    | commune nouvelle (avec communes déléguées)                                              | 22 juillet 2016 (Arrêté)                              | 1er janvier 2017                         |
| Carentan les Marais            | Brévands                                               | commune nouvelle (avec communes déléguées)                                              | 22 juillet 2016 (Arrêté)                              | 1er janvier 2017                         |
| Carentan les Marais            | Saint-Pellerin                                         | commune nouvelle (avec communes déléguées)                                              | 22 juillet 2016 (Arrêté)                              | 1er janvier 2017                         |
| Carentan les Marais            | Les Veys                                               | commune nouvelle (avec communes déléguées)                                              | 22 juillet 2016 (Arrêté)                              | 1er janvier 2017                         |
| Condé-sur-Vire                 | Condé-sur-Vire                                         | commune nouvelle (SANS communes déléguées depuis le 15-3-2020)                          | 22 juillet 2016 (Arrêté)                              | 1er janvier 2017                         |
| Condé-sur-Vire                 | Troisgots                                              | commune nouvelle (SANS communes déléguées depuis le 15-3-2020)                          | 22 juillet 2016 (Arrêté)                              | 1er janvier 2017                         |
| Saint-Amand-Villages           | Saint-Amand                                            | commune nouvelle (avec communes déléguées)                                              | 22 juillet 2016 (Arrêté)                              | 1er janvier 2017                         |
| Saint-Amand-Villages           | Placy-Montaigu                                         | commune nouvelle (avec communes déléguées)                                              | 22 juillet 2016 (Arrêté)                              | 1er janvier 2017                         |
| Juvigny les Vallées            | Juvigny-le-Tertre                                      | commune nouvelle (avec communes déléguées)                                              | 8 juillet 2016 (Arrêté) 22 juillet 2016 (Arrêté)      | 1er janvier 2017                         |
| Juvigny les Vallées            | La Bazoge                                              | commune nouvelle (avec communes déléguées)                                              | 8 juillet 2016 (Arrêté) 22 juillet 2016 (Arrêté)      | 1er janvier 2017                         |
| Juvigny les Vallées            | Bellefontaine                                          | commune nouvelle (avec communes déléguées)                                              | 8 juillet 2016 (Arrêté) 22 juillet 2016 (Arrêté)      | 1er janvier 2017                         |
| Juvigny les Vallées            | Chasseguey                                             | commune nouvelle (avec communes déléguées)                                              | 8 juillet 2016 (Arrêté) 22 juillet 2016 (Arrêté)      | 1er janvier 2017                         |
| Juvigny les Vallées            | Chérencé-le-Roussel                                    | commune nouvelle (avec communes déléguées)                                              | 8 juillet 2016 (Arrêté) 22 juillet 2016 (Arrêté)      | 1er janvier 2017                         |
| Juvigny les Vallées            | Le Mesnil-Rainfray                                     | commune nouvelle (avec communes déléguées)                                              | 8 juillet 2016 (Arrêté) 22 juillet 2016 (Arrêté)      | 1er janvier 2017                         |
| Juvigny les Vallées            | Le Mesnil-Tôve                                         | commune nouvelle (avec communes déléguées)                                              | 8 juillet 2016 (Arrêté) 22 juillet 2016 (Arrêté)      | 1er janvier 2017                         |
| Saint-James                    | Saint-James                                            | commune nouvelle (avec communes déléguées)                                              | 8 juillet 2016 (Arrêté)                               | 1er janvier 2017                         |
| Saint-James                    | Argouges                                               | commune nouvelle (avec communes déléguées)                                              | 8 juillet 2016 (Arrêté)                               | 1er janvier 2017                         |
| Saint-James                    | Carnet                                                 | commune nouvelle (avec communes déléguées)                                              | 8 juillet 2016 (Arrêté)                               | 1er janvier 2017                         |
| Saint-James                    | La Croix-Avranchin                                     | commune nouvelle (avec communes déléguées)                                              | 8 juillet 2016 (Arrêté)                               | 1er janvier 2017                         |
| Saint-James                    | Montanel                                               | commune nouvelle (avec communes déléguées)                                              | 8 juillet 2016 (Arrêté)                               | 1er janvier 2017                         |
| Saint-James                    | Vergoncey                                              | commune nouvelle (avec communes déléguées)                                              | 8 juillet 2016 (Arrêté)                               | 1er janvier 2017                         |
| Saint-James                    | Villiers-le-Pré                                        | commune nouvelle (avec communes déléguées)                                              | 8 juillet 2016 (Arrêté)                               | 1er janvier 2017                         |
| Picauville                     | Picauville                                             | commune nouvelle (SANS communes déléguées depuis le 1-1-2022)                           | 4 juillet 2016 (Arrêté)                               | 1er janvier 2017                         |
| Picauville                     | Les Moitiers-en-Bauptois                               | commune nouvelle (SANS communes déléguées depuis le 1-1-2022)                           | 4 juillet 2016 (Arrêté)                               | 1er janvier 2017                         |
| Carentan les Marais            | Carentan                                               | commune nouvelle (avec communes déléguées)                                              | 23 décembre 2015 (Arrêté)                             | 1er janvier 2016                         |
| Carentan les Marais            | Angoville-au-Plain                                     | commune nouvelle (avec communes déléguées)                                              | 23 décembre 2015 (Arrêté)                             | 1er janvier 2016                         |
| Carentan les Marais            | Houesville                                             | commune nouvelle (avec communes déléguées)                                              | 23 décembre 2015 (Arrêté)                             | 1er janvier 2016                         |
| Carentan les Marais            | Saint-Côme-du-Mont                                     | commune nouvelle (avec communes déléguées)                                              | 23 décembre 2015 (Arrêté)                             | 1er janvier 2016                         |
| Picauville                     | Picauville                                             | commune nouvelle (SANS communes déléguées depuis le 1-1-2022)                           | 23 décembre 2015 (Arrêté)                             | 1er janvier 2016                         |
| Picauville                     | Amfreville                                             | commune nouvelle (SANS communes déléguées depuis le 1-1-2022)                           | 23 décembre 2015 (Arrêté)                             | 1er janvier 2016                         |
| Picauville                     | Cretteville                                            | commune nouvelle (SANS communes déléguées depuis le 1-1-2022)                           | 23 décembre 2015 (Arrêté)                             | 1er janvier 2016                         |
| Picauville                     | Gourbesville                                           | commune nouvelle (SANS communes déléguées depuis le 1-1-2022)                           | 23 décembre 2015 (Arrêté)                             | 1er janvier 2016                         |
| Picauville                     | Houtteville                                            | commune nouvelle (SANS communes déléguées depuis le 1-1-2022)                           | 23 décembre 2015 (Arrêté)                             | 1er janvier 2016                         |
| Picauville                     | Vindefontaine                                          | commune nouvelle (SANS communes déléguées depuis le 1-1-2022)                           | 23 décembre 2015 (Arrêté)                             | 1er janvier 2016                         |
| Sourdeval                      | Sourdeval                                              | commune nouvelle (avec communes déléguées)                                              | 22 décembre 2015 (Arrêté) 31 décembre 2015 (Arrêté)   | 1er janvier 2016                         |
| Sourdeval                      | Vengeons                                               | commune nouvelle (avec communes déléguées)                                              | 22 décembre 2015 (Arrêté) 31 décembre 2015 (Arrêté)   | 1er janvier 2016                         |
| Terre-et-Marais                | Sainteny                                               | commune nouvelle (avec communes déléguées)                                              | 16 décembre 2015 (Arrêté)                             | 1er janvier 2016                         |
| Terre-et-Marais                | Saint-Georges-de-Bohon                                 | commune nouvelle (avec communes déléguées)                                              | 16 décembre 2015 (Arrêté)                             | 1er janvier 2016                         |
| Marigny-Le-Lozon               | Marigny                                                | commune nouvelle (avec communes déléguées)                                              | 15 décembre 2015 (Arrêté)                             | 1er janvier 2016                         |
| Marigny-Le-Lozon               | Lozon                                                  | commune nouvelle (avec communes déléguées)                                              | 15 décembre 2015 (Arrêté)                             | 1er janvier 2016                         |
| Mortain-Bocage                 | Mortain                                                | commune nouvelle (avec communes déléguées)                                              | 15 décembre 2015 (Arrêté)                             | 1er janvier 2016                         |
| Mortain-Bocage                 | Bion                                                   | commune nouvelle (avec communes déléguées)                                              | 15 décembre 2015 (Arrêté)                             | 1er janvier 2016                         |
| Mortain-Bocage                 | Notre-Dame-du-Touchet                                  | commune nouvelle (avec communes déléguées)                                              | 15 décembre 2015 (Arrêté)                             | 1er janvier 2016                         |
| Mortain-Bocage                 | Saint-Jean-du-Corail                                   | commune nouvelle (avec communes déléguées)                                              | 15 décembre 2015 (Arrêté)                             | 1er janvier 2016                         |
| Mortain-Bocage                 | Villechien                                             | commune nouvelle (avec communes déléguées)                                              | 15 décembre 2015 (Arrêté)                             | 1er janvier 2016                         |
| Saint-Hilaire-du-Harcouët      | Saint-Hilaire-du-Harcouët                              | commune nouvelle (avec communes déléguées)                                              | 15 décembre 2015 (Arrêté)                             | 1er janvier 2016                         |
| Saint-Hilaire-du-Harcouët      | Saint-Martin-de-Landelles                              | commune nouvelle (avec communes déléguées)                                              | 15 décembre 2015 (Arrêté)                             | 1er janvier 2016                         |
| Saint-Hilaire-du-Harcouët      | Virey                                                  | commune nouvelle (avec communes déléguées)                                              | 15 décembre 2015 (Arrêté)                             | 1er janvier 2016                         |
| Sartilly-Baie-Bocage           | Sartilly                                               | commune nouvelle (avec communes déléguées)                                              | 14 décembre 2015 (Arrêté)                             | 1er janvier 2016                         |
| Sartilly-Baie-Bocage           | Angey                                                  | commune nouvelle (avec communes déléguées)                                              | 14 décembre 2015 (Arrêté)                             | 1er janvier 2016                         |
| Sartilly-Baie-Bocage           | Champcey                                               | commune nouvelle (avec communes déléguées)                                              | 14 décembre 2015 (Arrêté)                             | 1er janvier 2016                         |
| Sartilly-Baie-Bocage           | Montviron                                              | commune nouvelle (avec communes déléguées)                                              | 14 décembre 2015 (Arrêté)                             | 1er janvier 2016                         |
| Sartilly-Baie-Bocage           | La Rochelle-Normande                                   | commune nouvelle (avec communes déléguées)                                              | 14 décembre 2015 (Arrêté)                             | 1er janvier 2016                         |
| Bourgvallées                   | Saint-Samson-de-Bonfossé                               | commune nouvelle (avec communes déléguées)                                              | 9 décembre 2015 (Arrêté)                              | 1er janvier 2016                         |
| Bourgvallées                   | Gourfaleur                                             | commune nouvelle (avec communes déléguées)                                              | 9 décembre 2015 (Arrêté)                              | 1er janvier 2016                         |
| Bourgvallées                   | La Mancellière-sur-Vire                                | commune nouvelle (avec communes déléguées)                                              | 9 décembre 2015 (Arrêté)                              | 1er janvier 2016                         |
| Bourgvallées                   | Saint-Romphaire                                        | commune nouvelle (avec communes déléguées)                                              | 9 décembre 2015 (Arrêté)                              | 1er janvier 2016                         |
| Buais-Les-Monts                | Buais                                                  | commune nouvelle (avec communes déléguées)                                              | 9 décembre 2015 (Arrêté)                              | 1er janvier 2016                         |
| Buais-Les-Monts                | Saint-Symphorien-des-Monts                             | commune nouvelle (avec communes déléguées)                                              | 9 décembre 2015 (Arrêté)                              | 1er janvier 2016                         |
| Le Teilleul                    | Le Teilleul                                            | commune nouvelle (avec communes déléguées)                                              | 9 décembre 2015 (Arrêté)                              | 1er janvier 2016                         |
| Le Teilleul                    | Ferrières                                              | commune nouvelle (avec communes déléguées)                                              | 9 décembre 2015 (Arrêté)                              | 1er janvier 2016                         |
| Le Teilleul                    | Heussé                                                 | commune nouvelle (avec communes déléguées)                                              | 9 décembre 2015 (Arrêté)                              | 1er janvier 2016                         |
| Le Teilleul                    | Husson                                                 | commune nouvelle (avec communes déléguées)                                              | 9 décembre 2015 (Arrêté)                              | 1er janvier 2016                         |
| Le Teilleul                    | Sainte-Marie-du-Bois                                   | commune nouvelle (avec communes déléguées)                                              | 9 décembre 2015 (Arrêté)                              | 1er janvier 2016                         |
| Bricquebec-en-Cotentin         | Bricquebec                                             | commune nouvelle (avec communes déléguées)                                              | 4 décembre 2015 (Arrêté) 15 décembre 2015 (Arrêté)    | 1er janvier 2016                         |
| Bricquebec-en-Cotentin         | Les Perques                                            | commune nouvelle (avec communes déléguées)                                              | 4 décembre 2015 (Arrêté) 15 décembre 2015 (Arrêté)    | 1er janvier 2016                         |
| Bricquebec-en-Cotentin         | Quettetot                                              | commune nouvelle (avec communes déléguées)                                              | 4 décembre 2015 (Arrêté) 15 décembre 2015 (Arrêté)    | 1er janvier 2016                         |
| Bricquebec-en-Cotentin         | Saint-Martin-le-Hébert                                 | commune nouvelle (avec communes déléguées)                                              | 4 décembre 2015 (Arrêté) 15 décembre 2015 (Arrêté)    | 1er janvier 2016                         |
| Bricquebec-en-Cotentin         | Le Valdécie                                            | commune nouvelle (avec communes déléguées)                                              | 4 décembre 2015 (Arrêté) 15 décembre 2015 (Arrêté)    | 1er janvier 2016                         |
| Bricquebec-en-Cotentin         | Le Vrétot                                              | commune nouvelle (avec communes déléguées)                                              | 4 décembre 2015 (Arrêté) 15 décembre 2015 (Arrêté)    | 1er janvier 2016                         |
| Gonneville-Le Theil            | Gonneville                                             | commune nouvelle (SANS communes déléguées depuis le 8-6-2020)                           | 4 décembre 2015 (Arrêté)                              | 1er janvier 2016                         |
| Gonneville-Le Theil            | Le Theil                                               | commune nouvelle (SANS communes déléguées depuis le 8-6-2020)                           | 4 décembre 2015 (Arrêté)                              | 1er janvier 2016                         |
| Le Grippon                     | Champcervon                                            | commune nouvelle (SANS communes déléguées)                                              | 4 décembre 2015 (Arrêté)                              | 1er janvier 2016                         |
| Le Grippon                     | Les Chambres                                           | commune nouvelle (SANS communes déléguées)                                              | 4 décembre 2015 (Arrêté)                              | 1er janvier 2016                         |
| Percy-en-Normandie             | Percy                                                  | commune nouvelle (avec communes déléguées)                                              | 4 décembre 2015 (Arrêté)                              | 1er janvier 2016                         |
| Percy-en-Normandie             | Le Chefresne                                           | commune nouvelle (avec communes déléguées)                                              | 4 décembre 2015 (Arrêté)                              | 1er janvier 2016                         |
| Romagny Fontenay               | Romagny                                                | commune nouvelle (avec communes déléguées)                                              | 4 décembre 2015 (Arrêté)                              | 1er janvier 2016                         |
| Romagny Fontenay               | Fontenay                                               | commune nouvelle (avec communes déléguées)                                              | 4 décembre 2015 (Arrêté)                              | 1er janvier 2016                         |
| Vicq-sur-Mer                   | Cosqueville                                            | commune nouvelle (SANS communes déléguées depuis le 15-3-2020)                          | 4 décembre 2015 (Arrêté)                              | 1er janvier 2016                         |
| Vicq-sur-Mer                   | Gouberville                                            | commune nouvelle (SANS communes déléguées depuis le 15-3-2020)                          | 4 décembre 2015 (Arrêté)                              | 1er janvier 2016                         |
| Vicq-sur-Mer                   | Néville-sur-Mer                                        | commune nouvelle (SANS communes déléguées depuis le 15-3-2020)                          | 4 décembre 2015 (Arrêté)                              | 1er janvier 2016                         |
| Vicq-sur-Mer                   | Réthoville                                             | commune nouvelle (SANS communes déléguées depuis le 15-3-2020)                          | 4 décembre 2015 (Arrêté)                              | 1er janvier 2016                         |
| Sainte-Mère-Église             | Sainte-Mère-Église                                     | commune nouvelle (avec communes déléguées)                                              | 2 décembre 2015 (Arrêté)                              | 1er janvier 2016                         |
| Sainte-Mère-Église             | Beuzeville-au-Plain                                    | commune nouvelle (avec communes déléguées)                                              | 2 décembre 2015 (Arrêté)                              | 1er janvier 2016                         |
| Sainte-Mère-Église             | Chef-du-Pont                                           | commune nouvelle (avec communes déléguées)                                              | 2 décembre 2015 (Arrêté)                              | 1er janvier 2016                         |
| Sainte-Mère-Église             | Écoquenéauville                                        | commune nouvelle (avec communes déléguées)                                              | 2 décembre 2015 (Arrêté)                              | 1er janvier 2016                         |
| Sainte-Mère-Église             | Foucarville                                            | commune nouvelle (avec communes déléguées)                                              | 2 décembre 2015 (Arrêté)                              | 1er janvier 2016                         |
| Thèreval                       | Hébécrevon                                             | commune nouvelle (avec communes déléguées)                                              | 2 décembre 2015 (Arrêté)                              | 1er janvier 2016                         |
| Thèreval                       | La Chapelle-Enjuger                                    | commune nouvelle (avec communes déléguées)                                              | 2 décembre 2015 (Arrêté)                              | 1er janvier 2016                         |
| Cherbourg-en-Cotentin          | Cherbourg-Octeville                                    | commune nouvelle (avec communes déléguées)                                              | 1er décembre 2015 (Arrêté)                            | 1er janvier 2016                         |
| Cherbourg-en-Cotentin          | Équeurdreville-Hainneville                             | commune nouvelle (avec communes déléguées)                                              | 1er décembre 2015 (Arrêté)                            | 1er janvier 2016                         |
| Cherbourg-en-Cotentin          | La Glacerie                                            | commune nouvelle (avec communes déléguées)                                              | 1er décembre 2015 (Arrêté)                            | 1er janvier 2016                         |
| Cherbourg-en-Cotentin          | Querqueville                                           | commune nouvelle (avec communes déléguées)                                              | 1er décembre 2015 (Arrêté)                            | 1er janvier 2016                         |
| Cherbourg-en-Cotentin          | Tourlaville                                            | commune nouvelle (avec communes déléguées)                                              | 1er décembre 2015 (Arrêté)                            | 1er janvier 2016                         |
| Quettreville-sur-Sienne        | Quettreville-sur-Sienne                                | commune nouvelle (avec communes déléguées)                                              | 1er décembre 2015 (Arrêté)                            | 1er janvier 2016                         |
| Quettreville-sur-Sienne        | Hyenville                                              | commune nouvelle (avec communes déléguées)                                              | 1er décembre 2015 (Arrêté)                            | 1er janvier 2016                         |
| Saint-Jean-d'Elle              | Saint-Jean-des-Baisants                                | commune nouvelle (avec communes déléguées)                                              | 26 novembre 2015 (Arrêté)                             | 1er janvier 2016                         |
| Saint-Jean-d'Elle              | Notre-Dame-d'Elle                                      | commune nouvelle (avec communes déléguées)                                              | 26 novembre 2015 (Arrêté)                             | 1er janvier 2016                         |
| Saint-Jean-d'Elle              | Précorbin                                              | commune nouvelle (avec communes déléguées)                                              | 26 novembre 2015 (Arrêté)                             | 1er janvier 2016                         |
| Saint-Jean-d'Elle              | Rouxeville                                             | commune nouvelle (avec communes déléguées)                                              | 26 novembre 2015 (Arrêté)                             | 1er janvier 2016                         |
| Saint-Jean-d'Elle              | Vidouville                                             | commune nouvelle (avec communes déléguées)                                              | 26 novembre 2015 (Arrêté)                             | 1er janvier 2016                         |
| Ducey-Les Chéris               | Ducey                                                  | commune nouvelle (avec communes déléguées)                                              | 25 novembre 2015 (Arrêté)                             | 1er janvier 2016                         |
| Ducey-Les Chéris               | Les Chéris                                             | commune nouvelle (avec communes déléguées)                                              | 25 novembre 2015 (Arrêté)                             | 1er janvier 2016                         |
| Orval-sur-Sienne               | Orval                                                  | commune nouvelle (avec communes déléguées)                                              | 25 novembre 2015 (Arrêté)                             | 1er janvier 2016                         |
| Orval-sur-Sienne               | Montchaton                                             | commune nouvelle (avec communes déléguées)                                              | 25 novembre 2015 (Arrêté)                             | 1er janvier 2016                         |
| La Haye                        | La Haye-du-Puits                                       | commune nouvelle (avec communes déléguées)                                              | 20 novembre 2015 (Arrêté)                             | 1er janvier 2016                         |
| La Haye                        | Baudreville                                            | commune nouvelle (avec communes déléguées)                                              | 20 novembre 2015 (Arrêté)                             | 1er janvier 2016                         |
| La Haye                        | Bolleville                                             | commune nouvelle (avec communes déléguées)                                              | 20 novembre 2015 (Arrêté)                             | 1er janvier 2016                         |
| La Haye                        | Glatigny                                               | commune nouvelle (avec communes déléguées)                                              | 20 novembre 2015 (Arrêté)                             | 1er janvier 2016                         |
| La Haye                        | Mobecq                                                 | commune nouvelle (avec communes déléguées)                                              | 20 novembre 2015 (Arrêté)                             | 1er janvier 2016                         |
| La Haye                        | Montgardon                                             | commune nouvelle (avec communes déléguées)                                              | 20 novembre 2015 (Arrêté)                             | 1er janvier 2016                         |
| La Haye                        | Saint-Rémy-des-Landes                                  | commune nouvelle (avec communes déléguées)                                              | 20 novembre 2015 (Arrêté)                             | 1er janvier 2016                         |
| La Haye                        | Saint-Symphorien-le-Valois                             | commune nouvelle (avec communes déléguées)                                              | 20 novembre 2015 (Arrêté)                             | 1er janvier 2016                         |
| La Haye                        | Surville                                               | commune nouvelle (avec communes déléguées)                                              | 20 novembre 2015 (Arrêté)                             | 1er janvier 2016                         |
| Montsenelle                    | Lithaire                                               | commune nouvelle (avec communes déléguées)                                              | 20 novembre 2015 (Arrêté)                             | 1er janvier 2016                         |
| Montsenelle                    | Coigny                                                 | commune nouvelle (avec communes déléguées)                                              | 20 novembre 2015 (Arrêté)                             | 1er janvier 2016                         |
| Montsenelle                    | Prétot-Sainte-Suzanne                                  | commune nouvelle (avec communes déléguées)                                              | 20 novembre 2015 (Arrêté)                             | 1er janvier 2016                         |
| Montsenelle                    | Saint-Jores                                            | commune nouvelle (avec communes déléguées)                                              | 20 novembre 2015 (Arrêté)                             | 1er janvier 2016                         |
| Gouville sur Mer               | Gouville-sur-Mer                                       | commune nouvelle (avec communes déléguées)                                              | 4 novembre 2015 (Arrêté)                              | 1er janvier 2016                         |
| Gouville sur Mer               | Boisroger                                              | commune nouvelle (avec communes déléguées)                                              | 4 novembre 2015 (Arrêté)                              | 1er janvier 2016                         |
| Le Parc                        | Sainte-Pience                                          | commune nouvelle (SANS communes déléguées)                                              | 4 novembre 2015 (Arrêté)                              | 1er janvier 2016                         |
| Le Parc                        | Braffais                                               | commune nouvelle (SANS communes déléguées)                                              | 4 novembre 2015 (Arrêté)                              | 1er janvier 2016                         |
| Le Parc                        | Plomb                                                  | commune nouvelle (SANS communes déléguées)                                              | 4 novembre 2015 (Arrêté)                              | 1er janvier 2016                         |
| Pontorson                      | Pontorson                                              | commune nouvelle (avec communes déléguées)                                              | 23 octobre 2015 (Arrêté)                              | 1er janvier 2016                         |
| Pontorson                      | Macey                                                  | commune nouvelle (avec communes déléguées)                                              | 23 octobre 2015 (Arrêté)                              | 1er janvier 2016                         |
| Pontorson                      | Vessey                                                 | commune nouvelle (avec communes déléguées)                                              | 23 octobre 2015 (Arrêté)                              | 1er janvier 2016                         |
| Villedieu-les-Poêles-Rouffigny | Villedieu-les-Poêles                                   | commune nouvelle (avec communes déléguées)                                              | 16 octobre 2015 (Arrêté)                              | 1er janvier 2016                         |
| Villedieu-les-Poêles-Rouffigny | Rouffigny                                              | commune nouvelle (avec communes déléguées)                                              | 16 octobre 2015 (Arrêté)                              | 1er janvier 2016                         |
| Grandparigny                   | Parigny                                                | commune nouvelle (avec communes déléguées)                                              | 30 septembre 2015 (Arrêté)                            | 1er janvier 2016                         |
| Grandparigny                   | Chèvreville                                            | commune nouvelle (avec communes déléguées)                                              | 30 septembre 2015 (Arrêté)                            | 1er janvier 2016                         |
| Grandparigny                   | Martigny                                               | commune nouvelle (avec communes déléguées)                                              | 30 septembre 2015 (Arrêté)                            | 1er janvier 2016                         |
| Grandparigny                   | Milly                                                  | commune nouvelle (avec communes déléguées)                                              | 30 septembre 2015 (Arrêté)                            | 1er janvier 2016                         |
| Condé-sur-Vire                 | Condé-sur-Vire                                         | commune nouvelle (SANS communes déléguées depuis le 15-3-2020)                          | 28 septembre 2015 (Arrêté)                            | 1er janvier 2016                         |
| Condé-sur-Vire                 | Le Mesnil-Raoult                                       | commune nouvelle (SANS communes déléguées depuis le 15-3-2020)                          | 28 septembre 2015 (Arrêté)                            | 1er janvier 2016                         |
| Lessay                         | Lessay                                                 | commune nouvelle (SANS communes déléguées depuis le 9-3-2020)                           | 28 septembre 2015 (Arrêté)                            | 1er janvier 2016                         |
| Lessay                         | Angoville-sur-Ay                                       | commune nouvelle (SANS communes déléguées depuis le 9-3-2020)                           | 28 septembre 2015 (Arrêté)                            | 1er janvier 2016                         |
| Moyon Villages                 | Moyon                                                  | commune nouvelle (avec communes déléguées)                                              | 28 septembre 2015 (Arrêté)                            | 1er janvier 2016                         |
| Moyon Villages                 | Chevry                                                 | commune nouvelle (avec communes déléguées)                                              | 28 septembre 2015 (Arrêté)                            | 1er janvier 2016                         |
| Moyon Villages                 | Le Mesnil-Opac                                         | commune nouvelle (avec communes déléguées)                                              | 28 septembre 2015 (Arrêté)                            | 1er janvier 2016                         |
| Tessy Bocage                   | Tessy-sur-Vire                                         | commune nouvelle (SANS communes déléguées depuis le 31-3-2020)                          | 28 septembre 2015 (Arrêté)                            | 1er janvier 2016                         |
| Tessy Bocage                   | Fervaches                                              | commune nouvelle (SANS communes déléguées depuis le 31-3-2020)                          | 28 septembre 2015 (Arrêté)                            | 1er janvier 2016                         |
| Torigny-les-Villes             | Torigni-sur-Vire                                       | commune nouvelle (avec communes déléguées)                                              | 28 septembre 2015 (Arrêté)                            | 1er janvier 2016                         |
| Torigny-les-Villes             | Brectouville                                           | commune nouvelle (avec communes déléguées)                                              | 28 septembre 2015 (Arrêté)                            | 1er janvier 2016                         |
| Torigny-les-Villes             | Giéville                                               | commune nouvelle (avec communes déléguées)                                              | 28 septembre 2015 (Arrêté)                            | 1er janvier 2016                         |
| Torigny-les-Villes             | Guilberville                                           | commune nouvelle (avec communes déléguées)                                              | 28 septembre 2015 (Arrêté)                            | 1er janvier 2016                         |
| Graignes-Mesnil-Angot          | Graignes                                               | fusion simple                                                                           | 14 février 2007 (Arrêté)                              | 28 février 2007                          |
| Graignes-Mesnil-Angot          | Le Mesnil-Angot                                        | fusion simple                                                                           | 14 février 2007 (Arrêté)                              | 28 février 2007                          |
| Cherbourg-Octeville            | Cherbourg                                              | fusion simple                                                                           | 23 février 2000 (Décret)                              | 28 février 2000                          |
| Cherbourg-Octeville            | Octeville                                              | fusion simple                                                                           | 23 février 2000 (Décret)                              | 28 février 2000                          |
| Cosqueville                    | Cosqueville                                            | fusion association (jusqu'au 1-1-2016)                                                  | 30 mars 1973 (Arrêté)                                 | 1er avril 1973                           |
| Cosqueville                    | Angoville-en-Saire                                     | fusion association (jusqu'au 1-1-2016)                                                  | 30 mars 1973 (Arrêté)                                 | 1er avril 1973                           |
| Cosqueville                    | Vrasville                                              | fusion association (jusqu'au 1-1-2016)                                                  | 30 mars 1973 (Arrêté)                                 | 1er avril 1973                           |
| Isigny-le-Buat                 | Isigny-le-Buat                                         | fusion association                                                                      | 15 mars 1973 (Arrêté)                                 | 15 mars 1973                             |
| Isigny-le-Buat                 | Les Biards                                             | fusion association                                                                      | 15 mars 1973 (Arrêté)                                 | 15 mars 1973                             |
| Isigny-le-Buat                 | Chalendrey                                             | fusion association                                                                      | 15 mars 1973 (Arrêté)                                 | 15 mars 1973                             |
| Isigny-le-Buat                 | La Mancellière                                         | fusion association                                                                      | 15 mars 1973 (Arrêté)                                 | 15 mars 1973                             |
| Isigny-le-Buat                 | Le Mesnil-Bœufs                                        | fusion association                                                                      | 15 mars 1973 (Arrêté)                                 | 15 mars 1973                             |
| Isigny-le-Buat                 | Le Mesnil-Thébault                                     | fusion association                                                                      | 15 mars 1973 (Arrêté)                                 | 15 mars 1973                             |
| Isigny-le-Buat                 | Montgothier                                            | fusion association                                                                      | 15 mars 1973 (Arrêté)                                 | 15 mars 1973                             |
| Isigny-le-Buat                 | Montigny                                               | fusion association                                                                      | 15 mars 1973 (Arrêté)                                 | 15 mars 1973                             |
| Isigny-le-Buat                 | Naftel                                                 | fusion association                                                                      | 15 mars 1973 (Arrêté)                                 | 15 mars 1973                             |
| Isigny-le-Buat                 | Vezins                                                 | fusion association                                                                      | 15 mars 1973 (Arrêté)                                 | 15 mars 1973                             |
| Saint-Amand                    | Saint-Amand                                            | fusion association (jusqu'au 1-1-2017)                                                  | 14 février 1973 (Arrêté)                              | 15 février 1973                          |
| Saint-Amand                    | La Chapelle-du-Fest                                    | fusion association (jusqu'au 1-1-2017)                                                  | 14 février 1973 (Arrêté)                              | 15 février 1973                          |
| Saint-Amand                    | Saint-Symphorien-les-Buttes                            | fusion association (jusqu'au 1-1-2017)                                                  | 14 février 1973 (Arrêté)                              | 15 février 1973                          |
| Saint-Denis-le-Gast            | Saint-Denis-le-Gast                                    | fusion association (dissoute en 1983)                                                   | 15 janvier 1973 (Arrêté)                              | 1er février 1973                         |
| Saint-Denis-le-Gast            | Grimesnil (commune rétablie en 1983)                   | fusion association (dissoute en 1983)                                                   | 15 janvier 1973 (Arrêté)                              | 1er février 1973                         |
| Le Tanu                        | Le Tanu                                                | fusion association (fusion simple depuis le 1-1-2022)                                   | 29 décembre 1972 (Arrêté)                             | 1er janvier 1973                         |
| Le Tanu                        | Noirpalu                                               | fusion association (fusion simple depuis le 1-1-2022)                                   | 29 décembre 1972 (Arrêté)                             | 1er janvier 1973                         |
| Vessey                         | Vessey                                                 | fusion association (dissoute en 1979)                                                   | 29 décembre 1972 (Arrêté)                             | 1er janvier 1973                         |
| Vessey                         | Macey (commune rétablie en 1979)                       | fusion association (dissoute en 1979)                                                   | 29 décembre 1972 (Arrêté)                             | 1er janvier 1973                         |
| Criqueville-au-Plain           | Écoquenéauville (commune rétablie en 1979)             | fusion association (dissoute en 1979)                                                   | 27 décembre 1972 (Arrêté)                             | 1er janvier 1973                         |
| Criqueville-au-Plain           | Sébeville (commune rétablie en 1979)                   | fusion association (dissoute en 1979)                                                   | 27 décembre 1972 (Arrêté)                             | 1er janvier 1973                         |
| Criqueville-au-Plain           | Turqueville (commune rétablie en 1979)                 | fusion association (dissoute en 1979)                                                   | 27 décembre 1972 (Arrêté)                             | 1er janvier 1973                         |
| Pierrepont-en-Cotentin         | Saint-Nicolas-de-Pierrepont (commune rétablie en 1982) | fusion association (dissoute en 1982)                                                   | 27 décembre 1972 (Arrêté)                             | 1er janvier 1973                         |
| Pierrepont-en-Cotentin         | Baudreville (commune rétablie en 1979)                 | fusion association (dissoute en 1982)                                                   | 27 décembre 1972 (Arrêté)                             | 1er janvier 1973                         |
| Pierrepont-en-Cotentin         | Bolleville (commune rétablie en 1982)                  | fusion association (dissoute en 1982)                                                   | 27 décembre 1972 (Arrêté)                             | 1er janvier 1973                         |
| Pierrepont-en-Cotentin         | Saint-Sauveur-de-Pierrepont (commune rétablie en 1982) | fusion association (dissoute en 1982)                                                   | 27 décembre 1972 (Arrêté)                             | 1er janvier 1973                         |
| Pontorson                      | Pontorson                                              | fusion association (jusqu'au 1-1-2016)                                                  | 19 décembre 1972 (Arrêté)                             | 1er janvier 1973                         |
| Pontorson                      | Ardevon                                                | fusion association (jusqu'au 1-1-2016)                                                  | 19 décembre 1972 (Arrêté)                             | 1er janvier 1973                         |
| Pontorson                      | Beauvoir (commune rétablie en 1988)                    | fusion association (jusqu'au 1-1-2016)                                                  | 19 décembre 1972 (Arrêté)                             | 1er janvier 1973                         |
| Pontorson                      | Boucey                                                 | fusion association (jusqu'au 1-1-2016)                                                  | 19 décembre 1972 (Arrêté)                             | 1er janvier 1973                         |
| Pontorson                      | Cormeray                                               | fusion association (jusqu'au 1-1-2016)                                                  | 19 décembre 1972 (Arrêté)                             | 1er janvier 1973                         |
| Pontorson                      | Curey                                                  | fusion association (jusqu'au 1-1-2016)                                                  | 19 décembre 1972 (Arrêté)                             | 1er janvier 1973                         |
| Pontorson                      | Moidrey                                                | fusion association (jusqu'au 1-1-2016)                                                  | 19 décembre 1972 (Arrêté)                             | 1er janvier 1973                         |
| Pontorson                      | Les Pas                                                | fusion association (jusqu'au 1-1-2016)                                                  | 19 décembre 1972 (Arrêté)                             | 1er janvier 1973                         |
| Chaulieu                       | Saint-Martin-de-Chaulieu                               | fusion simple                                                                           | 14 décembre 1972 (Arrêté)                             | 1er janvier 1973                         |
| Chaulieu                       | Saint-Sauveur-de-Chaulieu                              | fusion simple                                                                           | 14 décembre 1972 (Arrêté)                             | 1er janvier 1973                         |
| Saint-Clément-Rancoudray       | Saint-Clément                                          | fusion association (fusion simple depuis le 1-1-2015)                                   | 5 décembre 1972 (Arrêté),                             | 1er janvier 1973                         |
| Saint-Clément-Rancoudray       | Rancoudray                                             | fusion association (fusion simple depuis le 1-1-2015)                                   | 5 décembre 1972 (Arrêté),                             | 1er janvier 1973                         |
| Saint-Jean-des-Champs          | Saint-Jean-des-Champs                                  | fusion association                                                                      | 4 décembre 1972 (Arrêté)                              | 1er janvier 1973                         |
| Saint-Jean-des-Champs          | Saint-Léger                                            | fusion association                                                                      | 4 décembre 1972 (Arrêté)                              | 1er janvier 1973                         |
| Saint-Jean-des-Champs          | Saint-Ursin                                            | fusion association                                                                      | 4 décembre 1972 (Arrêté)                              | 1er janvier 1973                         |
| Denneville                     | Denneville                                             | fusion association (dissoute en 1979)                                                   | 27 novembre 1972 (Arrêté)                             | 1er janvier 1973                         |
| Denneville                     | Canville-la-Rocque (commune rétablie en 1979)          | fusion association (dissoute en 1979)                                                   | 27 novembre 1972 (Arrêté)                             | 1er janvier 1973                         |
| Gavray                         | Gavray                                                 | fusion association (fusion simple depuis le 1-8-1988, pour Le Mesnil-Bonant, seulement) | 20 novembre 1972 (Arrêté)                             | 1er janvier 1973                         |
| Gavray                         | Le Mesnil-Bonant                                       | fusion association (fusion simple depuis le 1-8-1988, pour Le Mesnil-Bonant, seulement) | 20 novembre 1972 (Arrêté)                             | 1er janvier 1973                         |
| Gavray                         | Le Mesnil-Hue                                          | fusion association (fusion simple depuis le 1-8-1988, pour Le Mesnil-Bonant, seulement) | 20 novembre 1972 (Arrêté)                             | 1er janvier 1973                         |
| Prétot                         | Prétot                                                 | fusion association (fusion simple depuis le 1-1-1980)                                   | 7 novembre 1972 (Arrêté)                              | 1er janvier 1973                         |
| Prétot                         | Sainte-Suzanne-en-Bauptois                             | fusion association (fusion simple depuis le 1-1-1980)                                   | 7 novembre 1972 (Arrêté)                              | 1er janvier 1973                         |
| Dragey-Tombelaine              | Dragey                                                 | fusion association                                                                      | 25 octobre 1972 (Arrêté)                              | 1er janvier 1973                         |
| Dragey-Tombelaine              | Genêts (commune rétablie en 1978)                      | fusion association                                                                      | 25 octobre 1972 (Arrêté)                              | 1er janvier 1973                         |
| Dragey-Tombelaine              | Ronthon                                                | fusion association                                                                      | 25 octobre 1972 (Arrêté)                              | 1er janvier 1973                         |
| Dragey-Tombelaine              | Saint-Jean-le-Thomas (commune rétablie en 1978)        | fusion association                                                                      | 25 octobre 1972 (Arrêté)                              | 1er janvier 1973                         |
| Jullouville                    | Bouillon                                               | fusion association (fusion simple depuis le 1-1-2021)                                   | 25 octobre 1972 (Arrêté)                              | 1er janvier 1973                         |
| Jullouville                    | Carolles (commune rétablie en 1999)                    | fusion association (fusion simple depuis le 1-1-2021)                                   | 25 octobre 1972 (Arrêté)                              | 1er janvier 1973                         |
| Jullouville                    | Saint-Michel-des-Loups                                 | fusion association (fusion simple depuis le 1-1-2021)                                   | 25 octobre 1972 (Arrêté)                              | 1er janvier 1973                         |
| Jullouville                    | Saint-Pair-sur-Mer (commune rétablie en 1977)          | fusion association (fusion simple depuis le 1-1-2021)                                   | 25 octobre 1972 (Arrêté)                              | 1er janvier 1973                         |
| Folligny                       | Folligny                                               | fusion association                                                                      | 20 octobre 1972 (Arrêté)                              | 1er janvier 1973                         |
| Folligny                       | La Beslière                                            | fusion association                                                                      | 20 octobre 1972 (Arrêté)                              | 1er janvier 1973                         |
| Folligny                       | Le Mesnil-Drey                                         | fusion association                                                                      | 20 octobre 1972 (Arrêté)                              | 1er janvier 1973                         |
| Tirepied                       | Tirepied                                               | fusion simple                                                                           | 20 octobre 1972 (Arrêté)                              | 1er janvier 1973                         |
| Tirepied                       | Sainte-Eugienne                                        | fusion simple                                                                           | 20 octobre 1972 (Arrêté)                              | 1er janvier 1973                         |
| Vesly                          | Vesly                                                  | fusion association (fusion simple depuis le 1-1-2022)                                   | 20 octobre 1972 (Arrêté)                              | 1er janvier 1973                         |
| Vesly                          | Gerville-la-Forêt                                      | fusion association (fusion simple depuis le 1-1-2022)                                   | 20 octobre 1972 (Arrêté)                              | 1er janvier 1973                         |
| Saint-Ovin                     | Saint-Osvin                                            | fusion association (fusion simple depuis le 1-1-2018)                                   | 10 octobre 1972 (Arrêté)                              | 1er janvier 1973                         |
| Saint-Ovin                     | La Boulouze                                            | fusion association (fusion simple depuis le 1-1-2018)                                   | 10 octobre 1972 (Arrêté)                              | 1er janvier 1973                         |
| Saint-Ovin                     | Le Mesnil-Ozenne (commune rétablie en 1984)            | fusion association (fusion simple depuis le 1-1-2018)                                   | 10 octobre 1972 (Arrêté)                              | 1er janvier 1973                         |
| Isigny-le-Buat                 | Isigny                                                 | fusion                                                                                  | 1er octobre 1968 (Arrêté)                             | 1er janvier 1969                         |
| Isigny-le-Buat                 | Le Buat                                                | fusion                                                                                  | 1er octobre 1968 (Arrêté)                             | 1er janvier 1969                         |
| Coutances                      | Coutances                                              | fusion                                                                                  | 11 février 1965 (Arrêté)                              | 1er mars 1965                            |
| Coutances                      | Saint-Nicolas-de-Coutances                             | fusion                                                                                  | 11 février 1965 (Arrêté)                              | 1er mars 1965                            |
| Cérences                       | Cérences                                               | fusion                                                                                  | 21 décembre 1964 (Arrêté)                             | 1er janvier 1965                         |
| Cérences                       | Bourey                                                 | fusion                                                                                  | 21 décembre 1964 (Arrêté)                             | 1er janvier 1965                         |
| Barneville-Carteret            | Barneville-sur-Mer                                     | fusion                                                                                  | 10 septembre 1964 (Arrêté)                            | 1er janvier 1965                         |
| Barneville-Carteret            | Carteret                                               | fusion                                                                                  | 10 septembre 1964 (Arrêté)                            | 1er janvier 1965                         |
| Équeurdreville-Hainneville     | Équeurdreville                                         | fusion                                                                                  | 10 septembre 1964 (Arrêté)                            | 1er janvier 1965                         |
| Équeurdreville-Hainneville     | Hainneville                                            | fusion                                                                                  | 10 septembre 1964 (Arrêté)                            | 1er janvier 1965                         |
| Le Plessis-Lastelle            | Le Plessis                                             | fusion                                                                                  | 10 septembre 1964 (Arrêté)                            | 1er janvier 1965                         |
| Le Plessis-Lastelle            | Lastelle                                               | fusion                                                                                  | 10 septembre 1964 (Arrêté)                            | 1er janvier 1965                         |
| Villedieu-les-Poêles           | Villedieu-les-Poêles                                   | fusion                                                                                  | 20 août 1964 (Décret)                                 | 27 août 1964                             |
| Villedieu-les-Poêles           | Saultchevreuil-du-Tronchet                             | fusion                                                                                  | 20 août 1964 (Décret)                                 | 27 août 1964                             |
| Saint-Lô                       | Saint-Lô                                               | fusion                                                                                  | 8 février 1964 (Arrêté)                               | 1er mars 1964                            |
| Saint-Lô                       | Sainte-Croix-de-Saint-Lô                               | fusion                                                                                  | 8 février 1964 (Arrêté)                               | 1er mars 1964                            |
| Saint-Lô                       | Saint-Lô                                               | fusion                                                                                  | 27 décembre 1963 (Arrêté)                             | 1er janvier 1964                         |
| Saint-Lô                       | Saint-Thomas-de-Saint-Lô                               | fusion                                                                                  | 27 décembre 1963 (Arrêté)                             | 1er janvier 1964                         |
| Urville-Nacqueville            | Urville-Hague                                          | fusion                                                                                  | 18 décembre 1963 (Arrêté)                             | 1er janvier 1964                         |
| Urville-Nacqueville            | Nacqueville                                            | fusion                                                                                  | 18 décembre 1963 (Arrêté)                             | 1er janvier 1964                         |
| Granville                      | Granville                                              | fusion                                                                                  | 27 avril 1962 (Décret)                                | 29 avril 1962                            |
| Granville                      | Saint-Nicolas-près-Granville                           | fusion                                                                                  | 27 avril 1962 (Décret)                                | 29 avril 1962                            |
| Valognes                       | Valognes                                               | fusion                                                                                  | 17 avril 1867 (Loi)                                   | 17 avril 1867 (Loi)                      |
| Valognes                       | Alleaume                                               | fusion                                                                                  | 17 avril 1867 (Loi)                                   | 17 avril 1867 (Loi)                      |
| Coulouvray-Boisbenâtre         | Coulouvray                                             | fusion                                                                                  | 7 mai 1850 (Loi)                                      | 7 mai 1850 (Loi)                         |
| Coulouvray-Boisbenâtre         | Boisbenâtre (département du Calvados)                  | fusion                                                                                  | 7 mai 1850 (Loi)                                      | 7 mai 1850 (Loi)                         |
| Saint-Jean-de-Daye             | Saint-Jean-de-Daye                                     | fusion                                                                                  | 9 avril 1839 (Ordonnance)                             | 9 avril 1839 (Ordonnance)                |
| Saint-Jean-de-Daye             | Le Mesnil-Véneron (commune rétablie en 1847)           | fusion                                                                                  | 9 avril 1839 (Ordonnance)                             | 9 avril 1839 (Ordonnance)                |
| Elle                           | Saint-Germain-d'Elle (commune rétablie en 1848)        | fusion                                                                                  | 2 mars 1837 (Ordonnance)                              | 2 mars 1837 (Ordonnance)                 |
| Elle                           | Notre-Dame-d'Elle (commune rétablie en 1848)           | fusion                                                                                  | 2 mars 1837 (Ordonnance)                              | 2 mars 1837 (Ordonnance)                 |
| Saint-Pellerin-de-Catz         | Saint-Pellerin (commune rétablie en 1841)              | fusion                                                                                  | 2 mars 1837 (Ordonnance)                              | 2 mars 1837 (Ordonnance)                 |
| Saint-Pellerin-de-Catz         | Catz (commune rétablie en 1841)                        | fusion                                                                                  | 2 mars 1837 (Ordonnance)                              | 2 mars 1837 (Ordonnance)                 |
| Les Veys                       | Beuzeville-sur-le-Vey                                  | fusion                                                                                  | 2 mars 1837 (Ordonnance)                              | 2 mars 1837 (Ordonnance)                 |
| Les Veys                       | Auville-sur-le-Vey                                     | fusion                                                                                  | 2 mars 1837 (Ordonnance)                              | 2 mars 1837 (Ordonnance)                 |
| Saultchevreuil-du-Tronchet     | Saultchevreuil                                         | fusion                                                                                  | 14 décembre 1836 (Ordonnance)                         | 14 décembre 1836 (Ordonnance)            |
| Saultchevreuil-du-Tronchet     | Saint-Pierre-du-Tronchet (une partie)                  | fusion                                                                                  | 14 décembre 1836 (Ordonnance)                         | 14 décembre 1836 (Ordonnance)            |
| Villedieu                      | Villedieu                                              | fusion                                                                                  | 14 décembre 1836 (Ordonnance)                         | 14 décembre 1836 (Ordonnance)            |
| Villedieu                      | Saint-Pierre-du-Tronchet (une partie)                  | fusion                                                                                  | 14 décembre 1836 (Ordonnance)                         | 14 décembre 1836 (Ordonnance)            |
| Pont-Hébert                    | Bahais                                                 | fusion                                                                                  | 18 mars 1836 (Ordonnance)                             | 18 mars 1836 (Ordonnance)                |
| Pont-Hébert                    | Esglandes                                              | fusion                                                                                  | 18 mars 1836 (Ordonnance)                             | 18 mars 1836 (Ordonnance)                |
| Pont-Hébert                    | Le Mesnil-Durand                                       | fusion                                                                                  | 18 mars 1836 (Ordonnance)                             | 18 mars 1836 (Ordonnance)                |
| Placy-Montaigu                 | Placy                                                  | fusion                                                                                  | 8 janvier 1834 (Ordonnance)                           | 8 janvier 1834 (Ordonnance)              |
| Placy-Montaigu                 | Montaigu (canton de Torigni)                           | fusion                                                                                  | 8 janvier 1834 (Ordonnance)                           | 8 janvier 1834 (Ordonnance)              |
| Lozon                          | Saint-Ébremond-sur-Lozon                               | fusion                                                                                  | 1832                                                  | 1832                                     |
| Lozon                          | Saint-Louet-sur-Lozon                                  | fusion                                                                                  | 1832                                                  | 1832                                     |
| Saint-Martin-de-Bonfossé       | Saint-Martin-de-Bonfossé                               | fusion                                                                                  | 1832                                                  | 1832                                     |
| Saint-Martin-de-Bonfossé       | Saint-Sauveur-de-Bonfossé                              | fusion                                                                                  | 1832                                                  | 1832                                     |
| Les Champs-de-Losque           | Saint-Aubin-de-Losque                                  | fusion                                                                                  | 1831                                                  | 1831                                     |
| Les Champs-de-Losque           | Saint-Martin-des-Champs (canton de Saint-Jean-de-Daye) | fusion                                                                                  | 1831                                                  | 1831                                     |
| Le Hommet-d'Arthenay           | Le Hommet                                              | fusion                                                                                  | 1831                                                  | 1831                                     |
| Le Hommet-d'Arthenay           | Saint-Pierre-d'Arthenay                                | fusion                                                                                  | 1831                                                  | 1831                                     |
| Beuvrigny                      | Beuvrigny                                              | fusion                                                                                  | 1829                                                  | 1829                                     |
| Beuvrigny                      | La Chapelle-Heuzebrocq                                 | fusion                                                                                  | 1829                                                  | 1829                                     |
| Saint-Vigor-des-Monts          | Saint-Vigor-des-Monts                                  | fusion                                                                                  | 1829                                                  | 1829                                     |
| Saint-Vigor-des-Monts          | Sainte-Marie-des-Monts                                 | fusion                                                                                  | 1829                                                  | 1829                                     |
| Beslon                         | Beslon                                                 | fusion                                                                                  | 1826                                                  | 1826                                     |
| Beslon                         | Saint-Fragaire                                         | fusion                                                                                  | 1826                                                  | 1826                                     |
| Les Chambres                   | Les Chambres                                           | fusion                                                                                  | 1826                                                  | 1826                                     |
| Les Chambres                   | Le Grippon                                             | fusion                                                                                  | 1826                                                  | 1826                                     |
| Les Cresnays                   | Notre-Dame-de-Cresnay                                  | fusion                                                                                  | 1825                                                  | 1825                                     |
| Les Cresnays                   | Saint-Pierre-de-Cresnay                                | fusion                                                                                  | 1825                                                  | 1825                                     |
| Beaubigny                      | Beaubigny                                              | fusion                                                                                  | 1824                                                  | 1824                                     |
| Beaubigny                      | Saint-Paul-les-Sablons                                 | fusion                                                                                  | 1824                                                  | 1824                                     |
| Crasville                      | Crasville                                              | fusion                                                                                  | 1818                                                  | 1818                                     |
| Crasville                      | Grenneville                                            | fusion                                                                                  | 1818                                                  | 1818                                     |
| Les Moitiers-d'Allonne         | Notre-Dame-d'Allonne                                   | fusion                                                                                  | 1818                                                  | 1818                                     |
| Les Moitiers-d'Allonne         | Saint-Pierre-d'Allonne                                 | fusion                                                                                  | 1818                                                  | 1818                                     |
| Portbail                       | Portbail                                               | fusion                                                                                  | 1818                                                  | 1818                                     |
| Portbail                       | Gouey                                                  | fusion                                                                                  | 1818                                                  | 1818                                     |
| Teurthéville-Bocage            | Teurthéville-Bocage                                    | fusion                                                                                  | 1818                                                  | 1818                                     |
| Teurthéville-Bocage            | Sainte-Croix-Bocage                                    | fusion                                                                                  | 1818                                                  | 1818                                     |
| Macey                          | Macey                                                  | fusion                                                                                  | 1815                                                  | 1815                                     |
| Macey                          | Cormeray (commune rétablie en 1848)                    | fusion                                                                                  | 1815                                                  | 1815                                     |
| Saint-Martin-d'Aubigny         | Saint-Martin-d'Aubigny                                 | fusion                                                                                  | 1813                                                  | 1813                                     |
| Saint-Martin-d'Aubigny         | Saint-Christophe-d'Aubigny                             | fusion                                                                                  | 1813                                                  | 1813                                     |
| Amfreville                     | Amfreville                                             | fusion                                                                                  | 1812                                                  | 1812                                     |
| Amfreville                     | Cauquigny                                              | fusion                                                                                  | 1812                                                  | 1812                                     |
| Bérigny                        | Bérigny                                                | fusion                                                                                  | 1812                                                  | 1812                                     |
| Bérigny                        | Saint-Quentin-d'Elle                                   | fusion                                                                                  | 1812                                                  | 1812                                     |
| Denneville                     | Denneville                                             | fusion                                                                                  | 1812                                                  | 1812                                     |
| Denneville                     | Omonville-la-Folliot                                   | fusion                                                                                  | 1812                                                  | 1812                                     |
| Lestre                         | Anglesqueville-Lestre                                  | fusion                                                                                  | 1812                                                  | 1812                                     |
| Lestre                         | Hautmoitiers                                           | fusion                                                                                  | 1812                                                  | 1812                                     |
| Lestre                         | Tourville (canton de Montebourg)                       | fusion                                                                                  | 1812                                                  | 1812                                     |
| Saint-Germain-sur-Sèves        | Saint-Germain-sur-Sèves                                | fusion                                                                                  | 1812                                                  | 1812                                     |
| Saint-Germain-sur-Sèves        | Le Buisson                                             | fusion                                                                                  | 1812                                                  | 1812                                     |
| Saint-Jean-de-Savigny          | Saint-Jean-de-Savigny                                  | fusion                                                                                  | 1812                                                  | 1812                                     |
| Saint-Jean-de-Savigny          | Clouay                                                 | fusion                                                                                  | 1812                                                  | 1812                                     |
| Saint-Martin-d'Audouville      | Saint-Martin-d'Audouville                              | fusion                                                                                  | 1811                                                  | 1811                                     |
| Saint-Martin-d'Audouville      | Sainte-Marie-d'Audouville                              | fusion                                                                                  | 1811                                                  | 1811                                     |
| Gorges                         | Gorges                                                 | fusion                                                                                  | 30 mai 1805 (Décret) (10 prairial an 13)              | 30 mai 1805 (Décret) (10 prairial an 13) |
| Gorges                         | Saint-Germain-la-Campagne                              | fusion                                                                                  | 30 mai 1805 (Décret) (10 prairial an 13)              | 30 mai 1805 (Décret) (10 prairial an 13) |
| Barfleur                       | Barfleur                                               | fusion                                                                                  | 1804                                                  | 1804                                     |
| Barfleur                       | Montfarville (commune rétablie en 1831)                | fusion                                                                                  | 1804                                                  | 1804                                     |
| Saint-James                    | Saint-James                                            | fusion                                                                                  | 1802                                                  | 1802                                     |
| Saint-James                    | Saint-Benoît-de-Beuvron                                | fusion                                                                                  | 1802                                                  | 1802                                     |
| Bréhal                         | Bréhal                                                 | fusion                                                                                  | 1795-1800                                             | 1795-1800                                |
| Bréhal                         | Saint-Martin-le-Vieux                                  | fusion                                                                                  | 1795-1800                                             | 1795-1800                                |
| Bricqueville-sur-Mer           | Bricqueville-sur-Mer                                   | fusion                                                                                  | 1795-1800                                             | 1795-1800                                |
| Bricqueville-sur-Mer           | Sainte-Marguerite-sur-Mer                              | fusion                                                                                  | 1795-1800                                             | 1795-1800                                |
| Contrières                     | Contrières                                             | fusion                                                                                  | 1795-1800                                             | 1795-1800                                |
| Contrières                     | Quesney                                                | fusion                                                                                  | 1795-1800                                             | 1795-1800                                |
| Gavray                         | Gavray                                                 | fusion                                                                                  | 1795-1800                                             | 1795-1800                                |
| Gavray                         | Gavray-Village                                         | fusion                                                                                  | 1795-1800                                             | 1795-1800                                |
| Gavray                         | Saint-André-du-Valjouais                               | fusion                                                                                  | 1795-1800                                             | 1795-1800                                |
| Geffosses                      | Geffosses                                              | fusion                                                                                  | 1795-1800                                             | 1795-1800                                |
| Geffosses                      | Anneville-sur-Mer (commune rétablie en 1830)           | fusion                                                                                  | 1795-1800                                             | 1795-1800                                |
| Gouville                       | Gouville                                               | fusion                                                                                  | 1795-1800                                             | 1795-1800                                |
| Gouville                       | Linverville                                            | fusion                                                                                  | 1795-1800                                             | 1795-1800                                |
| Gouville                       | Montcarville                                           | fusion                                                                                  | 1795-1800                                             | 1795-1800                                |
| Gratot                         | Gratot                                                 | fusion                                                                                  | 1795-1800                                             | 1795-1800                                |
| Gratot                         | Le Homméel                                             | fusion                                                                                  | 1795-1800                                             | 1795-1800                                |
| Lengronne                      | Lengronne                                              | fusion                                                                                  | 1795-1800                                             | 1795-1800                                |
| Lengronne                      | Pont-Flambart                                          | fusion                                                                                  | 1795-1800                                             | 1795-1800                                |
| Le Mesnil-Villeman             | Le Mesnil-Villeman                                     | fusion                                                                                  | 1795-1800                                             | 1795-1800                                |
| Le Mesnil-Villeman             | Dragueville                                            | fusion                                                                                  | 1795-1800                                             | 1795-1800                                |
| Montaigu-les-Bois              | Montaigu-les-Bois                                      | fusion                                                                                  | 1795-1800                                             | 1795-1800                                |
| Montaigu-les-Bois              | L'Orbehaye                                             | fusion                                                                                  | 1795-1800                                             | 1795-1800                                |
| Montmartin-sur-Mer             | Montmartin-sur-Mer                                     | fusion                                                                                  | 1795-1800                                             | 1795-1800                                |
| Montmartin-sur-Mer             | Hauteville-sur-Mer (commune rétablie en 1836)          | fusion                                                                                  | 1795-1800                                             | 1795-1800                                |
| Regnéville                     | Regnéville                                             | fusion                                                                                  | 1795-1800                                             | 1795-1800                                |
| Regnéville                     | Grimouville                                            | fusion                                                                                  | 1795-1800                                             | 1795-1800                                |
| Regnéville                     | Urville-sur-Mer                                        | fusion                                                                                  | 1795-1800                                             | 1795-1800                                |
| Saint-Denis-le-Gast            | Saint-Denis-le-Gast                                    | fusion                                                                                  | 1795-1800                                             | 1795-1800                                |
| Saint-Denis-le-Gast            | Orbeville                                              | fusion                                                                                  | 1795-1800                                             | 1795-1800                                |
| Sourdeval-les-Bois             | Sourdeval-les-Bois                                     | fusion                                                                                  | 1795-1800                                             | 1795-1800                                |
| Sourdeval-les-Bois             | Lahaye-Comtesse                                        | fusion                                                                                  | 1795-1800                                             | 1795-1800                                |
| Trelly                         | Trelly                                                 | fusion                                                                                  | 1795-1800                                             | 1795-1800                                |
| Trelly                         | Saint-Louet-sur-Sienne                                 | fusion                                                                                  | 1795-1800                                             | 1795-1800                                |
| Baudre                         | Baudre                                                 | fusion                                                                                  | 1790-1794                                             | 1790-1794                                |
| Baudre                         | Fumichon                                               | fusion                                                                                  | 1790-1794                                             | 1790-1794                                |
| Dangy                          | Dangy                                                  | fusion                                                                                  | 1790-1794                                             | 1790-1794                                |
| Dangy                          | Pont-Brocard                                           | fusion                                                                                  | 1790-1794                                             | 1790-1794                                |
| Mortain                        | Mortain                                                | fusion                                                                                  | 1790-1794                                             | 1790-1794                                |
| Mortain                        | Le Rocher                                              | fusion                                                                                  | 1790-1794                                             | 1790-1794                                |
| Picauville                     | Picauville                                             | fusion                                                                                  | 1790-1794                                             | 1790-1794                                |
| Picauville                     | Le Homme                                               | fusion                                                                                  | 1790-1794                                             | 1790-1794                                |
| Picauville                     | L'Isle-Marie                                           | fusion                                                                                  | 1790-1794                                             | 1790-1794                                |
| Saint-Vaast                    | Saint-Vaast                                            | fusion                                                                                  | 1790-1794                                             | 1790-1794                                |
| Saint-Vaast                    | Rideauville                                            | fusion                                                                                  | 1790-1794                                             | 1790-1794                                |

## Créations et rétablissements
| Nom de la commune créée     | Commune affectée       | Mode de création               | Date (et nature) de la décision | Date d'effet                 |
| --------------------------- | ---------------------- | ------------------------------ | ------------------------------- | ---------------------------- |
| Carolles                    | Jullouville            | Rétablissement                 | 27 décembre 1999 (Arrêté)       | 1er janvier 2000             |
| Beauvoir                    | Pontorson              | Rétablissement                 | 30 décembre 1988 (Arrêté)       | 1er janvier 1989             |
| Le Mesnil-Ozenne            | Saint-Ovin             | Rétablissement                 | 29 juin 1984 (Arrêté)           | 1er janvier 1985             |
| Grimesnil                   | Saint-Denis-le-Gast    | Rétablissement                 | 29 juin 1983 (Arrêté),          | 1er janvier 1984             |
| Bolleville                  | Pierrepont-en-Cotentin | Rétablissements et suppression | 30 décembre 1982 (Arrêté)       | 1er janvier 1983             |
| Saint-Nicolas-de-Pierrepont | Pierrepont-en-Cotentin | Rétablissements et suppression | 30 décembre 1982 (Arrêté)       | 1er janvier 1983             |
| Saint-Sauveur-de-Pierrepont | Pierrepont-en-Cotentin | Rétablissements et suppression | 30 décembre 1982 (Arrêté)       | 1er janvier 1983             |
| Baudreville                 | Pierrepont-en-Cotentin | Rétablissement                 | 18 décembre 1979 (Arrêté)       | 1er janvier 1980             |
| Canville-la-Rocque          | Denneville             | Rétablissement                 | 17 décembre 1979 (Arrêté)       | 1er janvier 1980             |
| Macey                       | Vessey                 | Rétablissement                 | 14 décembre 1979 (Arrêté)       | 1er janvier 1980             |
| Écoquenéauville             | Criqueville-au-Plain   | Rétablissements et suppression | 12 décembre 1979 (Arrêté)       | 1er janvier 1980             |
| Sébeville                   | Criqueville-au-Plain   | Rétablissements et suppression | 12 décembre 1979 (Arrêté)       | 1er janvier 1980             |
| Turqueville                 | Criqueville-au-Plain   | Rétablissements et suppression | 12 décembre 1979 (Arrêté)       | 1er janvier 1980             |
| Dragey                      | Dragey-Tombelaine      | Rétablissements et suppression | 21 décembre 1978 (Arrêté)       | 1er janvier 1979             |
| Genêts                      | Dragey-Tombelaine      | Rétablissements et suppression | 21 décembre 1978 (Arrêté)       | 1er janvier 1979             |
| Saint-Jean-le-Thomas        | Dragey-Tombelaine      | Rétablissements et suppression | 21 décembre 1978 (Arrêté)       | 1er janvier 1979             |
| Saint-Pair-sur-Mer          | Jullouville            | Rétablissement                 | 20 décembre 1977 (Arrêté)       | 1er janvier 1978             |
| Saint-Joseph                | Brix                   | Démembrement                   | 9 avril 1929 (Loi)              | 9 avril 1929 (Loi)           |
| Saint-Joseph                | Négreville             | Démembrement                   | 9 avril 1929 (Loi)              | 9 avril 1929 (Loi)           |
| Saint-Joseph                | Tamerville             | Démembrement                   | 9 avril 1929 (Loi)              | 9 avril 1929 (Loi)           |
| Saint-Joseph                | Valognes               | Démembrement                   | 9 avril 1929 (Loi)              | 9 avril 1929 (Loi)           |
| La Glacerie                 | Tourlaville            | Démembrement                   | 28 mars 1901 (Loi)              | 28 mars 1901 (Loi)           |
| Saint-Georges-de-Néhou      | Néhou                  | Rétablissement et suppression  | 22 juillet 1899 (Loi)           | 22 juillet 1899 (Loi)        |
| Saint-Jacques-de-Néhou      | Néhou                  | Rétablissement et suppression  | 22 juillet 1899 (Loi)           | 22 juillet 1899 (Loi)        |
| L'Étang-Bertrand            | Bricquebec             | Démembrements                  | 22 mars 1895 (Loi)              | 22 mars 1895 (Loi)           |
| Le Grand-Hameau             | Bricquebec             | Démembrements                  | 22 mars 1895 (Loi)              | 22 mars 1895 (Loi)           |
| Rancoudray                  | Saint-Clément          | Démembrement                   | 20 février 1861 (Décret)        | 20 février 1861 (Décret)     |
| Notre-Dame-d'Elle           | Elle                   | Rétablissement et suppression  | 21 juillet 1848 (Arrêté)        | 21 juillet 1848 (Arrêté)     |
| Saint-Germain-d'Elle        | Elle                   | Rétablissement et suppression  | 21 juillet 1848 (Arrêté)        | 21 juillet 1848 (Arrêté)     |
| Cormeray                    | Macey                  | Rétablissement                 | 1848                            | 1848                         |
| Le Mesnil-Véneron           | Saint-Jean-de-Daye     | Rétablissement                 | 22 juillet 1847 (Loi)           | 22 juillet 1847 (Loi)        |
| Catz                        | Saint-Pellerin-de-Catz | Rétablissement et suppression  | 13 juin 1841 (Loi)              | 13 juin 1841 (Loi)           |
| Saint-Pellerin              | Saint-Pellerin-de-Catz | Rétablissement et suppression  | 13 juin 1841 (Loi)              | 13 juin 1841 (Loi)           |
| Hauteville-sur-Mer          | Montmartin-sur-Mer     | Rétablissement                 | 15 février 1836 (Ordonnance)    | 15 février 1836 (Ordonnance) |
| Montfarville                | Barfleur               | Rétablissement                 | 1831                            | 1831                         |
| Anneville-sur-Mer           | Geffosses              | Rétablissement                 | 1830                            | 1830                         |
| Le Mesnilbus                | Saint-Aubin-du-Perron  | Démembrement                   | 1823                            | 1823                         |

## Modifications de nom officiel
| Ancien nom                | Nouveau nom                   | Date (et nature) de la décision                           |
| ------------------------- | ----------------------------- | --------------------------------------------------------- |
| Beaubigny                 | Baubigny                      | 16 novembre 1998 (Décret)                                 |
| Coudeville                | Coudeville-sur-Mer            | 6 novembre 1995 (Décret)                                  |
| Beaumont                  | Beaumont-Hague                | 13 décembre 1991 (Décret)                                 |
| Dragey                    | Dragey-Ronthon                | 31 décembre 1979 (Décret)                                 |
| Prétot                    | Prétot-Sainte-Suzanne         | 13 décembre 1979 (Arrêté) 1er janvier 1980 (Date d'effet) |
| Siouville                 | Siouville-Hague               | 9 mars 1971 (Décret)                                      |
| Agon                      | Agon-Coutainville             | 3 juin 1965 (Décret)                                      |
| Barneville                | Barneville-sur-Mer            | 10 mai 1962 (Décret),                                     |
| Branville                 | Branville-Hague               | 10 mai 1962 (Décret),                                     |
| Isigny                    | Isigny-le-Buat                | 10 mai 1962 (Décret),                                     |
| Juvigny                   | Juvigny-le-Tertre             | 10 mai 1962 (Décret),                                     |
| Montreuil                 | Montreuil-sur-Lozon           | 10 mai 1962 (Décret),                                     |
| Octeville-la-Venelle      | Octeville-l'Avenel            | 10 mai 1962 (Décret),                                     |
| Villedieu                 | Villedieu-les-Poêles          | 10 mai 1962 (Décret),                                     |
| Sainte-Suzanne            | Sainte-Suzanne-en-Bauptois    | 17 décembre 1958 (Décret)                                 |
| Bréville                  | Bréville-sur-Mer              | 26 mars 1957 (Décret)                                     |
| Heugueville               | Heugueville-sur-Sienne        | 23 août 1956 (Décret)                                     |
| Angoville                 | Angoville-en-Saire            | 10 janvier 1956 (Décret)                                  |
| Montaigu                  | Montaigu-la-Brisette          | 10 janvier 1956 (Décret)                                  |
| Néville                   | Néville-sur-Mer               | 10 janvier 1956 (Décret)                                  |
| Regnéville                | Regnéville-sur-Mer            | 10 janvier 1956 (Décret)                                  |
| Saint-Jean-du-Corail      | Saint-Jean-du-Corail-des-Bois | 10 janvier 1956 (Décret)                                  |
| Villiers                  | Villiers-le-Pré               | 10 janvier 1956 (Décret)                                  |
| Liesville                 | Liesville-sur-Douve           | 10 mai 1954 (Décret)                                      |
| Tourville                 | Tourville-sur-Sienne          | 23 février 1950 (Décret)                                  |
| Maupertus                 | Maupertus-sur-Mer             | 24 mars 1948 (Décret)                                     |
| Reigneville               | Reigneville-Bocage            | 9 août 1947 (Décret)                                      |
| Gatteville                | Gatteville-le-Phare           | 7 juin 1947 (Décret)                                      |
| Anctoville                | Anctoville-sur-Boscq          | 29 avril 1947 (Décret)                                    |
| Canville                  | Canville-la-Rocque            | 11 août 1939 (Décret)                                     |
| Crosville                 | Crosville-sur-Douve           | 11 août 1939 (Décret)                                     |
| Huisnes                   | Huisnes-sur-Mer               | 20 juin 1939 (Décret)                                     |
| La Rochelle               | La Rochelle-Normande          | 21 mai 1938 (Décret)                                      |
| Saint-Maurice             | Saint-Maurice-en-Cotentin     | 21 mai 1938 (Décret)                                      |
| Marcey                    | Marcey-les-Grèves             | 19 août 1937 (Décret)                                     |
| Gerville                  | Gerville-la-Forêt             | 19 décembre 1936 (Décret)                                 |
| Gréville                  | Gréville-Hague                | 19 décembre 1936 (Décret)                                 |
| Blainville                | Blainville-sur-Mer            | 3 décembre 1936 (Décret)                                  |
| Fierville                 | Fierville-les-Mines           | 30 mars 1935 (Décret)                                     |
| Aucey                     | Aucey-la-Plaine               | 9 novembre 1927 (Décret)                                  |
| Quettreville              | Quettreville-sur-Sienne       | 9 novembre 1926 (Décret)                                  |
| Gouville                  | Gouville-sur-Mer              | 22 novembre 1925 (Décret)                                 |
| Ourville                  | Saint-Lô-d'Ourville           | 22 janvier 1925 (Décret)                                  |
| Saint-Quentin             | Saint-Quentin-sur-le-Homme    | 25 octobre 1921 (Décret)                                  |
| Montjoie                  | Saint-Michel-de-Montjoie      | 22 mars 1921 (Décret)                                     |
| Montjoie                  | Montjoie-Saint-Martin         | 16 février 1921 (Décret)                                  |
| Saint-Symphorien          | Saint-Symphorien-les-Buttes   | 16 février 1921 (Décret)                                  |
| Saint-Symphorien          | Saint-Symphorien-le-Valois    | 16 février 1921 (Décret)                                  |
| Saint-Symphorien          | Saint-Symphorien-des-Monts    | 1921 ?                                                    |
| Yvetot                    | Yvetot-Bocage                 | 27 décembre 1919 (Décret)                                 |
| Hautteville               | Hautteville-Bocage            | 21 décembre 1917 (Décret)                                 |
| Donville                  | Donville-les-Bains            | 2 décembre 1907 (Décret)                                  |
| Saint-Pair                | Saint-Pair-sur-Mer            | 25 octobre 1906 (Décret)                                  |
| Saint-Georges-de-Néhou    | Néhou                         | 5 janvier 1903 (Décret)                                   |
| Saint-Clair               | Saint-Clair-sur-l'Elle        | 30 juillet 1897 (Décret)                                  |
| Le Grand-Hameau           | Rocheville                    | 9 mars 1896 (Décret)                                      |
| La Mancellière            | La Mancellière-sur-Vire       | 11 septembre 1893 (Décret)                                |
| Genest                    | Genêts                        | 6 mai 1893 (Décret)                                       |
| Fontenay                  | Fontenay-sur-Mer              | 17 décembre 1890 (Décret)                                 |
| Remilly                   | Remilly-sur-Lozon             | 18 août 1890 (Décret)                                     |
| Saint-Vaast               | Saint-Vaast-la-Hougue         | 27 août 1888 (Décret)                                     |
| Tessy                     | Tessy-sur-Vire                | 8 février 1854 (Décret)                                   |
| Torigni                   | Torigni-sur-Vire              | 1849 ?                                                    |
| Saint-Sauveur-sur-Douve   | Saint-Sauveur-le-Vicomte      | 1814 ?                                                    |
| Annoville-Tourneville     | Annoville                     | 1793 ?                                                    |
| Cerisy-l'Abbaye           | Cerisy-la-Forêt               | 1793 ?                                                    |
| Beuzeville-en-Bauptois    | Beuzeville-la-Bastille        | 1790 ?                                                    |
| Cerisy-Caillebot-la-Salle | Cerisy-la-Salle               | 1790 ?                                                    |
| Saint-Ouen-de-Baudre      | Baudre                        | 1790 ?                                                    |

## Modifications de limites communales
Le plus souvent, les modifications des limites communales décidées par arrêtés préfectoraux ne sont pas répertoriées dans le Journal officiel ni dans le Bulletin officiel.
| La commune de ...                                            | ... cède du territoire à la commune de ...                   | précisions                                                                        | Date (et nature) de la décision                           |
| ------------------------------------------------------------ | ------------------------------------------------------------ | --------------------------------------------------------------------------------- | --------------------------------------------------------- |
| Moyon-Villages                                               | Le Mesnil-Herman                                             |                                                                                   | 28 septembre 2018 (Décret)                                |
| Négreville                                                   | Yvetot-Bocage                                                | Superficie de 8 a 45 ca                                                           | 12 août 1996 (Décret)                                     |
| Coutances Saint-Pierre-de-Coutances Bricqueville-la-Blouette | Bricqueville-la-Blouette Coutances Saint-Pierre-de-Coutances |                                                                                   | 14 octobre 1968 (Arrêté)                                  |
| La Colombe                                                   | Villedieu-les-Poêles                                         | 16 habitants Superficie de 11 ha 72 a 42 ca                                       | 10 février 1967 (Décret)                                  |
| Sainte-Cécile                                                | Villedieu-les-Poêles                                         | 3 habitants                                                                       | 13 juin 1966 (Arrêté)                                     |
| Saint-Pierre-d'Arthéglise                                    | Le Valdécie                                                  | 6 habitants Superficie de 1 ha 52 a 9 ca                                          | 15 juillet 1965 (Décret)                                  |
| Saint-Lô                                                     | Baudre                                                       | 3 habitants                                                                       | 31 décembre 1964 (Décret)                                 |
| Gavray                                                       | Le Mesnil-Garnier                                            | 28 habitants                                                                      | 31 décembre 1964 (Décret)                                 |
| Saint-Nicolas-de-Coutances                                   | Coutances                                                    | 32 habitants                                                                      | 31 décembre 1963 (Décret)                                 |
| Mortain Romagny                                              | Romagny Mortain                                              |                                                                                   | 12 janvier 1963 (Arrêté)                                  |
| Sainte-Cécile                                                | Villedieu                                                    | 55 habitants                                                                      | 7 décembre 1962 (Arrêté)                                  |
| Tessy-sur-Vire Chevry                                        | Chevry Tessy-sur-Vire                                        |                                                                                   | 3 septembre 1962 (Arrêté)                                 |
| Octeville                                                    | Cherbourg                                                    | 94 habitants                                                                      | 18 décembre 1961 (Décret)                                 |
| Agneaux                                                      | Saint-Lô                                                     | 26 habitants 2 portions d'une superficie de 6 ha 93 a 84 ca et de 2 ha 48 a 30 ca | 17 mars 1959 (Arrêté)                                     |
| Saint-Lô                                                     | Agneaux                                                      | Îlot Ax                                                                           | 17 mars 1959 (Arrêté)                                     |
| Lamberville                                                  | Biéville                                                     | Hameau des Pézérils Superficie de 58 a 50 ca                                      | 17 mai 1955 (Arrêté)                                      |
| Les Biards                                                   | Chalandrey                                                   | Hameau de Breuil                                                                  | 18 décembre 1951 (Décret)                                 |
| Chalandrey Vézins                                            | Vézins Chalandrey                                            |                                                                                   | 31 mai 1951 (Arrêté)                                      |
| Bouillon Saint-Pair-sur-Mer                                  | Saint-Pair-sur-Mer Bouillon                                  | Limites fixées à la rivière le Thar, la mare de Bouillon et le Pont Bleu          | 17 juillet 1935 (Décret),                                 |
| Précorbin                                                    | Saint-Jean-des-Baisants                                      |                                                                                   | 7 avril 1925 (Décret)                                     |
| Blosville Carquebut Houesville Liesville                     | Liesville Houesville Carquebut Blosville                     |                                                                                   | 13 mai 1901 (Décret) 11 novembre 1901 (Décret)            |
| Saint-Senier-sous-Avranches                                  | Saint-Osvin                                                  |                                                                                   | 6 juin 1890 (Décret)                                      |
| Agneaux                                                      | Saint-Lô                                                     |                                                                                   | 11 juillet 1866 (Loi)                                     |
| Donville                                                     | Granville                                                    |                                                                                   | 4 juin 1859 (Loi)                                         |
| Saint-Nicolas-près-Granville                                 | Granville                                                    |                                                                                   | 4 juin 1859 (Loi)                                         |
| Hébécrevon                                                   | Saint-Gilles                                                 |                                                                                   | 24 juin 1854 (Loi)                                        |
| Sainte-Cécile                                                | Villedieu                                                    |                                                                                   | 14 décembre 1836 (Ordonnance)                             |
| Sault-Chevreuil                                              | Villedieu                                                    |                                                                                   | 14 décembre 1836 (Ordonnance)                             |
| Saint-Pierre-du-Tronchet                                     | Villedieu                                                    |                                                                                   | 14 décembre 1836 (Ordonnance)                             |
| Mortain                                                      | Lonlay-l'Abbaye ? (département de l'Orne)                    | Forêt de la Lande Pourrie                                                         | 29 mai 1834 (Loi)                                         |
| Lastelle Laulne                                              | Laulne Lastelle                                              |                                                                                   | 19 mai 1819 (Ordonnance)                                  |
| Dampierre (département du Calvados)                          | Le Perron                                                    |                                                                                   | 26 février 1817 (Ordonnance) 14 juillet 1819 (Ordonnance) |
| Équeurdreville                                               | Cherbourg                                                    |                                                                                   | 4 mars 1802 (Arrêté) (13 ventôse an 10)                   |
| Octeville                                                    | Cherbourg                                                    |                                                                                   | 4 mars 1802 (Arrêté) (13 ventôse an 10)                   |
| Tourlaville                                                  | Cherbourg                                                    |                                                                                   | 4 mars 1802 (Arrêté) (13 ventôse an 10)                   |

## Communes associées
Liste des communes ayant, ou ayant eu (en italique), à la suite d'une fusion, le statut de commune associée.
| Nom de la commune           | Code INSEE | Fusion-association                     | Fusion-association | Fusion-association          | Fusion-association                       | D - Défusion ou F - transformation de l'association en fusion simple | D - Défusion ou F - transformation de l'association en fusion simple | D - Défusion ou F - transformation de l'association en fusion simple | D - Défusion ou F - transformation de l'association en fusion simple                                                 |
| Nom de la commune           | Code INSEE | date de la décision                    | date d'effet       | commune absorbante          | nom de la commune résultant de la fusion | D/F                                                                  | date de la décision                                                  | date d'effet                                                         | commentaire |
| --------------------------- | ---------- | -------------------------------------- | ------------------ | --------------------------- | ---------------------------------------- | -------------------------------------------------------------------- | -------------------------------------------------------------------- | -------------------------------------------------------------------- | --- |
| Carolles                    | 50102      | Arrêté préfectoral du 25 octobre 1972  | 1er janvier 1973   | Bouillon                    | Jullouville                              | D                                                                    | Arrêté préfectoral du 27 décembre 1999                               | 1er janvier 2000                                                     | |
| Saint-Michel-des-Loups      | 50526      | Arrêté préfectoral du 25 octobre 1972  | 1er janvier 1973   | Bouillon                    | Jullouville                              | F                                                                    | Arrêté préfectoral du 3 décembre 2020                                | 1er janvier 2021                                                     | transformation de la fusion-association entre les communes de Bouillon et de Saint-Michel-des-Loups en fusion simple |
| Saint-Pair-sur-Mer          | 50532      | Arrêté préfectoral du 25 octobre 1972  | 1er janvier 1973   | Bouillon                    | Jullouville                              | D                                                                    | Arrêté préfectoral du 20 décembre 1977                               | 1er janvier 1978                                                     | |
| Angoville-en-Saire          | 50011      | Arrêté préfectoral du 30 mars 1973     | 1er avril 1973     | Cosqueville                 | Cosqueville                              | F                                                                    | 4 décembre 2015                                                      | 1er janvier 2016                                                     | Intégration dans la commune nouvelle de Vicq-sur-Mer                                                                 |
| Vrasville                   | 50645      | Arrêté préfectoral du 30 mars 1973     | 1er avril 1973     | Cosqueville                 | Cosqueville                              | F                                                                    | 4 décembre 2015                                                      | 1er janvier 2016                                                     | Intégration dans la commune nouvelle de Vicq-sur-Mer                                                                 |
| Canville-la-Rocque          | 50097      | Arrêté préfectoral du 27 novembre 1972 | 1er janvier 1973   | Denneville                  | Denneville                               | D                                                                    | Arrêté préfectoral du 17 décembre 1979                               | 1er janvier 1980                                                     | |
| Genêts                      | 50199      | Arrêté préfectoral du 25 octobre 1972  | 1er janvier 1973   | Dragey                      | Dragey-Tombelaine                        | D                                                                    | Arrêté préfectoral du 21 décembre 1978                               | 1er janvier 1979                                                     | Dragey-Tombelaine reprend le nom de Dragey le 1er janvier 1979 puis le nom de Dragey-Ronthon le 31 décembre 1979     |
| Saint-Jean-le-Thomas        | 50496      | Arrêté préfectoral du 25 octobre 1972  | 1er janvier 1973   | Dragey                      | Dragey-Tombelaine                        | D                                                                    | Arrêté préfectoral du 21 décembre 1978                               | 1er janvier 1979                                                     | Dragey-Tombelaine reprend le nom de Dragey le 1er janvier 1979 puis le nom de Dragey-Ronthon le 31 décembre 1979     |
| Ronthon                     | 50439      | Arrêté préfectoral du 25 octobre 1972  | 1er janvier 1973   | Dragey                      | Dragey-Tombelaine                        |                                                                      |                                                                      |                                                                      | |
| La Beslière                 | 50047      | Arrêté préfectoral du 20 octobre 1972  | 1er janvier 1973   | Folligny                    | Folligny                                 |                                                                      |                                                                      |                                                                      | |
| Le Mesnil-Drey              | 50309      | Arrêté préfectoral du 20 octobre 1972  | 1er janvier 1973   | Folligny                    | Folligny                                 |                                                                      |                                                                      |                                                                      | |
| Le Mesnil-Bonant            | 50307      | Arrêté préfectoral du 20 novembre 1972 | 1er janvier 1973   | Gavray                      | Gavray                                   | F                                                                    | Arrêté préfectoral du 19 juillet 1988                                | 1er août 1988                                                        | |
| Le Mesnil-Hue               | 50314      | Arrêté préfectoral du 20 novembre 1972 | 1er janvier 1973   | Gavray                      | Gavray                                   | F                                                                    | Arrêté préfectoral du 12 décembre 2018                               | 1er janvier 2019                                                     | Intégration dans la commune nouvelle de Gavray-sur-Sienne                                                            |
| Les Biards                  | 50053      | Arrêté préfectoral du 15 mars 1973     | 15 mars 1973       | Isigny-le-Buat              | Isigny-le-Buat                           |                                                                      |                                                                      |                                                                      | |
| Chalandrey                  | 50113      | Arrêté préfectoral du 15 mars 1973     | 15 mars 1973       | Isigny-le-Buat              | Isigny-le-Buat                           |                                                                      |                                                                      |                                                                      | |
| La Mancellière              | 50286      | Arrêté préfectoral du 15 mars 1973     | 15 mars 1973       | Isigny-le-Buat              | Isigny-le-Buat                           |                                                                      |                                                                      |                                                                      | |
| Le Mesnil-Bœufs             | 50306      | Arrêté préfectoral du 15 mars 1973     | 15 mars 1973       | Isigny-le-Buat              | Isigny-le-Buat                           |                                                                      |                                                                      |                                                                      | |
| Le Mesnil-Thébault          | 50322      | Arrêté préfectoral du 15 mars 1973     | 15 mars 1973       | Isigny-le-Buat              | Isigny-le-Buat                           |                                                                      |                                                                      |                                                                      | |
| Montgothier                 | 50344      | Arrêté préfectoral du 15 mars 1973     | 15 mars 1973       | Isigny-le-Buat              | Isigny-le-Buat                           |                                                                      |                                                                      |                                                                      | |
| Montigny                    | 50346      | Arrêté préfectoral du 15 mars 1973     | 15 mars 1973       | Isigny-le-Buat              | Isigny-le-Buat                           |                                                                      |                                                                      |                                                                      | |
| Naftel                      | 50367      | Arrêté préfectoral du 15 mars 1973     | 15 mars 1973       | Isigny-le-Buat              | Isigny-le-Buat                           |                                                                      |                                                                      |                                                                      | |
| Vezins                      | 50632      | Arrêté préfectoral du 15 mars 1973     | 15 mars 1973       | Isigny-le-Buat              | Isigny-le-Buat                           |                                                                      |                                                                      |                                                                      | |
| Ardevon                     | 50017      | Arrêté préfectoral du 19 décembre 1972 | 1er janvier 1973   | Pontorson                   | Pontorson                                | F                                                                    | Arrêté préfectoral du 23 octobre 2015                                | 1er janvier 2016                                                     | Intégration dans la commune nouvelle de Pontorson                                                                    |
| Beauvoir                    | 50042      | Arrêté préfectoral du 19 décembre 1972 | 1er janvier 1973   | Pontorson                   | Pontorson                                | D                                                                    | Arrêté préfectoral du 30 décembre 1988                               | 1er janvier 1989                                                     | |
| Boucey                      | 50065      | Arrêté préfectoral du 19 décembre 1972 | 1er janvier 1973   | Pontorson                   | Pontorson                                | F                                                                    | Arrêté préfectoral du 23 octobre 2015                                | 1er janvier 2016                                                     | Intégration dans la commune nouvelle de Pontorson                                                                    |
| Cormeray                    | 50141      | Arrêté préfectoral du 19 décembre 1972 | 1er janvier 1973   | Pontorson                   | Pontorson                                | F                                                                    | Arrêté préfectoral du 23 octobre 2015                                | 1er janvier 2016                                                     | Intégration dans la commune nouvelle de Pontorson                                                                    |
| Curey                       | 50157      | Arrêté préfectoral du 19 décembre 1972 | 1er janvier 1973   | Pontorson                   | Pontorson                                | F                                                                    | Arrêté préfectoral du 23 octobre 2015                                | 1er janvier 2016                                                     | Intégration dans la commune nouvelle de Pontorson                                                                    |
| Moidrey                     | 50331      | Arrêté préfectoral du 19 décembre 1972 | 1er janvier 1973   | Pontorson                   | Pontorson                                | F                                                                    | Arrêté préfectoral du 23 octobre 2015                                | 1er janvier 2016                                                     | Intégration dans la commune nouvelle de Pontorson                                                                    |
| Les Pas                     | 50392      | Arrêté préfectoral du 19 décembre 1972 | 1er janvier 1973   | Pontorson                   | Pontorson                                | F                                                                    | Arrêté préfectoral du 23 octobre 2015                                | 1er janvier 2016                                                     | Intégration dans la commune nouvelle de Pontorson                                                                    |
| Sainte-Suzanne-en-Bauptois  | 50555      | Arrêté préfectoral du 7 novembre 1972  | 1er janvier 1973   | Prétot                      | Prétot                                   | F                                                                    | Arrêté préfectoral du 13 décembre 1979                               | 1er janvier 1980                                                     | Prétot prend le nom de Prétot-Sainte-Suzanne                                                                         |
| La Chapelle-du-Fest         | 50122      | Arrêté préfectoral du 14 février 1973  | 15 février 1973    | Saint-Amand                 | Saint-Amand                              | F                                                                    | 21 juillet 2016                                                      | 1er janvier 2017                                                     | Intégration dans la commune nouvelle de Saint-Amand-Villages                                                         |
| Saint-Symphorien-les-Buttes | 50559      | Arrêté préfectoral du 14 février 1973  | 15 février 1973    | Saint-Amand                 | Saint-Amand                              | F                                                                    | 21 juillet 2016                                                      | 1er janvier 2017                                                     | Intégration dans la commune nouvelle de Saint-Amand-Villages                                                         |
| Rancoudray                  | 50424      | Arrêté préfectoral du 5 décembre 1972  | 1er janvier 1973   | Saint-Clément               | Saint-Clément-Rancoudray                 | F                                                                    | Arrêté préfectoral du 23 décembre 2014                               | 1er janvier 2015                                                     | |
| Grimesnil                   | 50221      | Arrêté préfectoral du 15 janvier 1973  | 1er février 1973   | Saint-Denis-le-Gast         | Saint-Denis-le-Gast                      | D                                                                    | Arrêté préfectoral du 29 juin 1983                                   | 1er janvier 1984                                                     | |
| Saint-Léger                 | 50501      | Arrêté préfectoral du 4 décembre 1972  | 1er janvier 1973   | Saint-Jean-des-Champs       | Saint-Jean-des-Champs                    |                                                                      |                                                                      |                                                                      | |
| Saint-Ursin                 | 50561      | Arrêté préfectoral du 4 décembre 1972  | 1er janvier 1973   | Saint-Jean-des-Champs       | Saint-Jean-des-Champs                    |                                                                      |                                                                      |                                                                      | |
| Baudreville                 | 50035      | Arrêté préfectoral du 27 décembre 1972 | 1er janvier 1973   | Saint-Nicolas-de-Pierrepont | Pierrepont-en-Cotentin                   | D                                                                    | Arrêté préfectoral du 18 décembre 1979                               | 1er janvier 1980                                                     | |
| Bolleville                  | 50063      | Arrêté préfectoral du 27 décembre 1972 | 1er janvier 1973   | Saint-Nicolas-de-Pierrepont | Pierrepont-en-Cotentin                   | D                                                                    | Arrêté préfectoral du 30 décembre 1982                               | 1er janvier 1983                                                     | Pierrepont-en-Cotentin reprend le nom de Saint-Nicolas-de-Pierrepont                                                 |
| Saint-Sauveur-de-Pierrepont | 50548      | Arrêté préfectoral du 27 décembre 1972 | 1er janvier 1973   | Saint-Nicolas-de-Pierrepont | Pierrepont-en-Cotentin                   | D                                                                    | Arrêté préfectoral du 30 décembre 1982                               | 1er janvier 1983                                                     | Pierrepont-en-Cotentin reprend le nom de Saint-Nicolas-de-Pierrepont                                                 |
| La Boulouze                 | 50067      | Arrêté préfectoral du 10 octobre 1972  | 1er janvier 1973   | Saint-Osvin                 | Saint-Ovin                               | F                                                                    | Arrêté préfectoral du 27 décembre 2017                               | 1er janvier 2018                                                     | |
| Le Mesnil-Ozenne            | 50317      | Arrêté préfectoral du 10 octobre 1972  | 1er janvier 1973   | Saint-Osvin                 | Saint-Ovin                               | D                                                                    | Arrêté préfectoral du 29 juin 1984                                   | 1er janvier 1985                                                     | |
| Noirpalu                    | 50377      | Arrêté préfectoral du 29 décembre 1972 | 1er janvier 1973   | Le Tanu                     | Le Tanu                                  | F                                                                    | Arrêté préfectoral du 16 décembre 2021                               | 1er janvier 2022                                                     | |
| Écoquenéauville             | 50170      | Arrêté préfectoral du 27 décembre 1972 | 1er janvier 1973   | Turqueville                 | Criqueville-au-Plain                     | D                                                                    | Arrêté préfectoral du 12 décembre 1979                               | 1er janvier 1980                                                     | Criqueville-au-Plain reprend le nom de Turqueville                                                                   |
| Sébeville                   | 50571      | Arrêté préfectoral du 27 décembre 1972 | 1er janvier 1973   | Turqueville                 | Criqueville-au-Plain                     | D                                                                    | Arrêté préfectoral du 12 décembre 1979                               | 1er janvier 1980                                                     | Criqueville-au-Plain reprend le nom de Turqueville                                                                   |
| Gerville-la-Forêt           | 50201      | Arrêté préfectoral du 20 octobre 1972  | 1er janvier 1973   | Vesly                       | Vesly                                    | F                                                                    | Arrêté préfectoral du 15 septembre 2021                              | 1er janvier 2022                                                     | |
| Macey                       | 50284      | Arrêté préfectoral du 29 décembre 1972 | 1er janvier 1973   | Vessey                      | Vessey                                   | D                                                                    | Arrêté préfectoral du 14 décembre 1979                               | 1er janvier 1980                                                     | |